# 機動戦士ガンダムUC
『機動戦士ガンダムUC』（きどうせんしガンダムユニコーン）(英題: MOBILE SUIT GUNDAM UNICORN)は、矢立肇、富野由悠季原案、福井晴敏著によるガンダムシリーズの小説、及びそれを原作とするメディアミックス作品。雑誌『ガンダムエース』にて2007年2月号から2009年8月号まで連載された。

## 概要
『機動戦士ガンダム』（以下『1st』）に連なる「宇宙世紀」シリーズ作品の一つで、『機動戦士ガンダム 逆襲のシャア』（以下『CCA』）から3年後の宇宙世紀0096年が主な舞台となっている。
物語は宇宙世紀元年から始まり、宇宙世紀への改暦や一年戦争の発端にも関わるラプラス事件が物語の中核となっている。時系列的に『CCA』に近い年代にあたるため、登場人物やメカニックの設定にもその内容が多く反映されているほか、『機動戦士Ζガンダム』や『機動戦士ガンダムΖΖ』などから発展させた設定も多い。
キャラクターデザインと表紙のキャラクターイラストは安彦良和が担当。第1巻から第3巻までは挿絵も担当していたが、第4巻以降の挿絵は虎哉孝征が担当した。メカニックデザインと表紙のモビルスーツのイラストはカトキハジメ。福井はプロデューサー“的”立場も兼任した。カバーイラストは加藤直之、カバーデザインは樋口真嗣が担当。カトキによるメカニック解説、設定考証担当の小倉信也による解説なども同時に掲載された。
角川スニーカー文庫版は、これまでに同レーベルで発売されたガンダムシリーズのノベライズ作品と同様の装丁と解説が収録。表紙イラストは美樹本晴彦、口絵および挿絵はコミカライズ版『機動戦士ガンダムUC バンデシネ』の著者も務める大森倖三が担当。キャラクター紹介のイラストとメカニック紹介の設定画は、安彦と虎哉とカトキが連載時に描いたものを使用している。
後述のコミカライズやゲーム、外伝作品を初出とするMSは『UC-MSV』に分類されている。

### 作品の沿革
本作はまず本編となる小説単行本が角川コミックス・エースより出版、後に文庫版が角川文庫と角川スニーカー文庫より出版された。

小説8巻の発売時にOVAシリーズとしてのアニメ化を発表、2009年4月25日に公式プレサイトを開設した。
OVA版はTVフォーマットに再構成され、『機動戦士ガンダムユニコーン RE:0096』と題し、2016年4月3日から同年9月11日までテレビ朝日系列のTVアニメシリーズとして地上波全国放送された。
『月刊ガンダムエース』では、2010年3月号（No.091）から2017年2月号（No.174）まで、本作の漫画化作品『機動戦士ガンダムUC バンデシネ』が連載された。著者は大森倖三。基本的にはアニメ版をベースとしつつも、アニメ版ではカットされた小説版のエピソードや設定も組み込まれており、原作小説とアニメ版の両方を折衷した作品となっている。また、カトキハジメが新規にデザインしたオリジナルMSや、既存MSの新バリエーションなども登場している。
2010年10月26日に『ガンダムエース』増刊号として『ガンダムユニコーンエース Vol.1』が発売され、Vol.6まで刊行された。

2012年3月8日には、首相官邸ラプラス跡でのシナンジュとの対決までをアクションゲーム化したPlayStation 3 (PS3) 用ゲームソフト『機動戦士ガンダムUC』が発売。ゲームの特装版には、「袖付き」によるシナンジュ強奪事件を福井が書き下ろした外伝小説『戦後の戦争』が付属した。

2013年8月3日からは「ガンダムフロント東京」内のドーム型映像施設「DOME-G」にて映像作品『機動戦士ガンダムUC One of Seventy Two』が公開。

2016年3月26日には、関連商品の同梱特典である福井の書き下ろし小説2作品『機動戦士ガンダムUC 戦後の戦争』と『機動戦士ガンダムUC 不死鳥狩り』をまとめた短編集が、小説版第11巻として発売された。

## 制作背景
『ガンダムエース』元編集長の古林英明によると、この企画が開始されたのは2002年とのこと。雑誌『活字倶楽部』2005年夏号の福井晴敏インタビューでは、2006年頃を目処に新しいガンダムの準備をしていると語られた。2007年夏には、書店公開用のプロモーションフィルムが作成されている。
本作品は小説作品ながらコミックス流通で単行本が刊行されており、福井は「本好きの方たちだけではなく、その外側に広がる“世間”へ仕掛けてゆく」ための実験といった趣旨の発言をしている。2010年1月から角川文庫と角川スニーカー文庫の2種類の文庫版を同時期に刊行するという異例の体制で発売された。角川文庫版は、ガンダムシリーズ作品であることを極力前面に出さず、各種の広告でもあくまで福井の小説作品であることを前面に押し出している。
本作品のタイトルを決定した時点で福井は、アムロ・レイのトレードマークとしてたびたびユニコーンのモチーフが使用されていることを知らなかったため、構想段階では本作品との特別な関連性は考慮していない。ファン層としては、特に『1st』世代に人気だという。
小説の時点でガンプラとの連動も行われ、2007年12月には「ユニコーンガンダム」、2008年12月には「シナンジュ」がマスターグレードで発売された。単行本の第4巻と第8巻の各特装版には、ガンプラに装着可能なオプション装備のキットを同梱するなど、小説作品として類を見ない試みも実施された。
アニメ版では、物語の核心を握る人物サイアム・ビストの声優に『1st』のナレーションを務めた永井一郎を起用することで、同作品のナレーションはサイアムによるモノローグであるという意味を持たせるなど、『機動戦士ガンダム』から続く地球連邦とジオンとの一連の抗争に一応の決着を付ける総括的作品でありながらも、本作品より後年の宇宙世紀を舞台にした『機動戦士ガンダム 閃光のハサウェイ』や『機動戦士ガンダムF91』、加えて小説版ではそのはるか未来を描く『∀ガンダム』とのつながりを示唆する描写も見られる。
福井は本作で宇宙世紀の「ガンダム」に一度「句読点」を打ち、そこから改めて『F91』から先を考えていくべきだと思ったと述べている。

## あらすじ
プロローグ
西暦から宇宙世紀への改暦を記念したセレモニーが、地球の低軌道上にある宇宙ステーション「ラプラス」にて執り行われ、連邦政府初代首相であるリカルド・マーセナスを始めとした連邦構成各国の代表らが参集し、新たな時代の憲章である「宇宙世紀憲章」が発表される予定であった。
しかし宇宙世紀0001年への改暦と同時に、ラプラスはテロリスト達によって爆破され、マーセナス首相ほか多くの犠牲者を出す。その大惨事の中、貧困からテロに参加した17歳の少年サイアム・マーキスは、爆発に巻き込まれ宇宙を漂流中、後に「ラプラスの箱」と呼ばれる箱型の物体を手に入れ、奇跡的に民間船に救助される。
序盤
第二次ネオ・ジオン抗争の終結から3年後の、宇宙世紀0096年。サイド4の工業コロニー・インダストリアル7、その増設設備メガラニカにおいて、ビスト財団当主カーディアス・ビストが、フル・フロンタル率いるネオ・ジオン残党軍「袖付き」へ「ラプラスの箱」と呼ばれる重要機密を引き渡す計画が立てられていた。
カーディアスの私生児である少年バナージ・リンクスは、インダストリアル7内にあるアナハイム工専へ通うなか、謎めいた少女オードリー・バーンとの運命的な出会いを果たし、彼女に強く惹かれる。オードリーの正体はザビ家の生き残りであるジオンの姫、ミネバ・ラオ・ザビであり、大きな戦争の火種となる可能性のある「ラプラスの箱」の引き渡しを独断で阻止しようとしていた。
だが、別途引き渡しを察知した連邦政府とアナハイム・エレクトロニクス (AE) 社が地球連邦軍を軍事介入させたため、インダストリアル7は「袖付き」との戦闘によって火の海と化してしまう。バナージはアクシデントの中で瀕死のカーディアスと再会し、出生の秘密を知らされると同時に、「箱」を開くための「鍵」でもあるMSユニコーンガンダムを託される。
中盤
ユニコーンガンダムには、特定の地点で戦闘を行う事で「ラプラスの箱」へと向かう次の道標を開示する「La+プログラム」を与えられていた。このためバナージは必然として、「箱」の秘匿を望む連邦政府ら勢力、そして「箱」の奪取を目論むフル・フロンタル率いる「袖付き」との、「箱」を巡る闘争とそれを探す旅へと巻き込まれていくことになる。
この旅路の中で、「箱」と因縁ある血筋のリディ・マーセナス、過去の戦争において心身に深い傷を抱えた「袖付き」所属のスベロア・ジンネマン、その部下である強化人間マリーダ・クルス……といった、敵味方を超えて様々な人物との出会いと別れを通して、何も知らない少年だったバナージは一歩ずつ成長していく。
しだいにバナージはニュータイプとして覚醒し、ユニコーンガンダムもその性能を引き出されていき、フル・フロンタルが駆るMSシナンジュ、マリーダそしてリディへと乗り手を変えていくユニコーンガンダム2号機 バンシィといった高性能機とも互角以上に渡り合うようになる。
そして箱の秘密を巡って、連邦の既得権益を守ろうとするマーサ・ビスト・カーバインと、バナージの異母兄弟であるアルベルト・ビストが暗躍する。やがて戦いは、連邦とジオンという垣根を越えて人の可能性を信じる者たちと、それを否定する者たちとの戦いに様相を変えていく。
終盤
最終座標でもあったメガラニカに再び辿り着いたバナージは、ミネバと共に自身の曽祖父に当たるビスト財団の創始者であり「ラプラスの箱」の持ち主サイアム・ビストと対面する。
そこで「箱」の正体である、「将来、宇宙に適応した新人類の発生が認められた場合、その者たちを優先的に政府運営に参画させる」という7番目の宇宙世紀憲章の条文を知ったバナージとミネバは、その開示を決断する。しかしそこに現れたフル・フロンタルは、「箱の秘密は秘密のまま守り、連邦政府と取引する材料に使うことこそ、スペースノイドの繁栄に繋がる」と告げ、実力行使で「ラプラスの箱」を奪おうとする。
二人は連邦でもジオンでもない第三勢力をまとめ上げて、フル・フロンタルとのメガラニカでの決戦を制し、「箱」の中身を全世界に公表するのだった。

## 登場人物

### 民間人
バナージ・リンクス
声 - 内山昂輝
本作品の主人公。工業コロニーのインダストリアル7にあるアナハイム・エレクトロニクス系列のアナハイム工業専門学校に通う16歳の学生。パイロットとしての経験はもたないものの、幼少時に特殊訓練を父に受けさせられていた“訓練を受けたニュータイプ”である。
父親はビスト財団の当主であるカーディアス・ビスト。母親はカーディアスの愛人アンナ・リンクス。母の思いからビスト財団から遠ざけられ、その下で育つ。しかし宇宙世紀0086年に母親であるアンナが病気で亡くなり、素性を明かさぬままの父の勧めでインダストリアル7に越してくる。以後は、その父親とは直接会うことも、どのような人物かも知らぬままに普通の工専生として生活し、学業の傍らブッホ・ジャンク社でプチ・モビルスーツを使いスペースデブリ回収のアルバイトをするというごく平凡な人生を送る。
そんな折「オードリー・バーン」と名乗る謎の少女と運命的に出会い、再び戦争が起ころうとしているのを止めたいという彼女に協力するうちに、彼女に惹かれていく。2人の奔走の甲斐なく、インダストリアル7はビスト財団が保持するとされる「ラプラスの箱」を巡る「袖付き」と連邦軍による戦闘が始まってしまう。その混乱の中、瀕死の父カーディアス・ビストと再会し、自身の出生の秘密を知らされると同時に、「ラプラスの箱」を開くための「鍵」となるMSユニコーンガンダムを託される。これを発端にバナージは文字通り紛争の「鍵」を握る存在となってしまい、連邦政府や「袖付き」といった「箱」を巡る勢力間の闘争の中で、「箱」への道を辿る旅へと誘われていくこととなる。
ユニコーンガンダムが示す座標各地を辿り終え、最終座標メガラニカへ向かうための最終局面では、友人タクヤの強化案である「フルアーマー・ユニコーンガンダム」に搭乗し出撃。「袖付き」の戦線を突破しインダストリアル7へ到着後、オードリーと共にメガラニカ内のビスト邸へと向かい、そこで曾祖父サイアム・ビストから「ラプラスの箱」の真実を知らされる。そして自身の答えとして、人類の可能性を信じて「箱」を全世界に開示することを決断する。だが、それを阻止し「箱」を自らの手にせんとするフロンタルが妨害。再起したリディのバンシィ（アニメ版ではバンシィ・ノルン）と共闘してフロンタルのシナンジュ（アニメ版ではネオ・ジオング）に最終決戦を挑み、激闘の末に退ける。しかし、インダストリアル7宙域にはビスト財団と連邦軍上層部の指示によるコロニーレーザー攻撃が行われようとしており、避ける時間はないと知ったバナージは、リディと共に強力なサイコ・フィールドを発生させて奇跡的にこれを相殺することに成功。しかしその影響でバナージは新たな生命体《ユニコーンガンダム》そのもの（アニメ版では、サイコフレームと過剰に共振することで究極形態ユニコーンガンダム（光の結晶体））となってしまう。さらに追撃に迫ったゼネラル・レビルのMSの部隊らをも停止させ、完成されたニュータイプになりつつあったバナージだが、必ず帰ると約束した大切な存在・オードリーが帰りを待っている事を思い出すことで意識を取り戻し、仲間達の下へと帰還する場面で『UC』の物語は完結する。
アニメ版では監督の古橋によって、小説版よりも表面的な描き方が意図されており、「絵に描いたような優等生」「共感のし所がない」キャラクターとなっている。
ラプラス事変後の所在は不明とされているが、『獅子の帰還』および『機動戦士ガンダムNT』では、ジオン共和国のヘリウム3備蓄基地へと身を隠している。前者では、宇宙世紀0096年12月8日にガンダムMk-IIに搭乗してリディの前に現れ、コックピット・ハッチを開けて姿を見せ、リディが投げ渡したお守りのペンダントを受け取っている。
名前の由来は、宇宙世紀の「“話”を“リンクする”」（物語を繋げる）役割を持った主人公という意味を込めてとのこと。
ハロ
声 - 広橋涼
バナージのペットロボット。

タクヤ・イレイ
声 - 下野紘
バナージのルームメイトで同じアナハイム工専に通う少年。16歳。MSマニアで、将来はアナハイム・エレクトロニクス社のテストパイロットかメカニックを志望している。インダストリアル7襲撃の際にリディの乗るリゼルに救出されネェル・アーガマへ乗ることとなる。以後、ミコットやハロと共にネェル・アーガマで過ごすこととなり、その間は整備の仕事も手伝う。
ユニコーンガンダムの最終決戦仕様「フルアーマー・ユニコーンガンダム」は彼の発案による。
ミコット・バーチ
声 - 戸松遥
アナハイム工専に隣接する私立のハイスクールに通う少女。16歳。インダストリアル7の工場長を父親に持つ。学校は違うもののバナージやタクヤと親しく、特にバナージに対してはほのかな想いを寄せている。タクヤと同じくインダストリアル7襲撃の際にネェル・アーガマへ乗ることとなる。ミネバに対しては猜疑と嫉妬の感情を抱いており、リディがミネバを連れだそうとする場面を目撃して彼女に銃口を向ける。だが、ネェル・アーガマがネオ・ジオン兵に占拠された際は、ミネバが必ず行動を起こすと信じていた。
なお、アニメ版および漫画版ではバナージ、タクヤらと同じアナハイム工専の生徒となっているなど、小説版とは設定が異なっている。
アーロン・テルジェフ
声 - 横堀悦夫
アナハイム・エレクトロニクスの社員でユニコーンガンダムの開発者の1人。32歳。装甲材質部門の担当としてユニコーンガンダム開発計画に参加していたがインダストリアル7襲撃時、エコーズに重要参考人として拘束されネェル・アーガマに収監される。サイコフレームなどのサイコミュ関連の技術に詳しく、ユニコーンガンダムや回収したクシャトリヤの検分を手伝うことになる。
デニス、トム、マルコ
声 - 朝倉栄介、日野聡、宮下栄治
アニメ版のオリジナルキャラクター達でバナージらと同じアナハイム工専のクラスメイト。インダストリアル7遭遇戦時、バナージら他の生徒十数人と避難中に資材搬出路のハッチで立ち往生していた際、流れ弾のビームの直撃を受けて全員死亡。
エスタ
声 - 広橋涼
ミコットと同じ学校に通う友人。インダストリアル7遭遇戦時、シルビアらとともに死亡。
アニメ版ではミコットと同じく設定が変更されており、バナージらと同じアナハイム工専のクラスメイト。インダストリアル7遭遇戦時、デニスらと行動し死亡。
バンクロフト
声 - 楠見尚己
アナハイム工専の教員であり歴史の授業を担当している。アニメ版ではインダストリアル7襲撃の際、民間人の避難誘導を行うが、マリーダが撃墜したリゼルの爆発に巻き込まれ、死亡。
ティクバ、ティクバの母
声 - 田村睦心、林りんこ
ギルボアの家族で、ティクバの下に弟と妹が1人ずついる5人家族。バナージやマリーダも世話になっている。
ダイナーの老主人
声 - 森功至
マーセナス邸から脱走したオードリーが寄ったダイナーの店主。オードリーに地球連邦や宇宙移民について、それらが最初は人の善意から始まったことであると語る。
カイ・シデン
声 - 古川登志夫
ジャーナリスト。かつてはホワイトベースの乗組員として一年戦争を戦った。ブライト・ノアの要請に応じ、間接的にバナージを後押しする。

ベルトーチカ・イルマ
声 - 川村万梨阿
ルオ商会に縁故のあるフリーランスの情報屋。グリプス戦役時にはカミーユ・ビダンらと協力して戦った。アムロ・レイとは一時期交際していた。カイ同様、間接的にバナージを後押しする。

### 地球連邦軍の人物

#### 独立部隊ロンド・ベルの人物
リディ・マーセナス
声 - 浪川大輔
本作品のもうひとりの主人公。初登場時は地球連邦軍ロンド・ベル隊のMSパイロット。階級は少尉。23歳。地球連邦軍にはニュータイプではないと査定されていたが、アニメ版ではバナージとの戦闘を乗り越え再起したことでニュータイプとして覚醒している。
連邦政府の有力議員ローナン・マーセナスの嫡男で、ラプラス事件において非業の死を遂げた連邦政府初代首相リカルド・マーセナスを先祖に持つ名門政治家一族の家系に生まれる。理想や家族を捨てて政治家になった父ローナンとマーセナス家そのものに反発して連邦軍に入る。家の七光りではなく、自分の腕だけで名をあげようとパイロットになるも、どこへ行っても付いてまわる家の影響に辟易している。しかしながらリディ自身も家柄を意識し過ぎている部分があり、ブライト・ノアにそれを指摘されている。内心ではMSよりも航空機に憧れを抱いており、旧世紀の大戦中の戦闘機のエース・パイロットであったマンフレート・フォン・リヒトホーフェンが搭乗していた複葉機のプラモデル（アニメ版ではペンダント）を所持し、大切にしている。
搭乗機はリゼル、デルタプラス、バンシィ（アニメ版ではバンシィ・ノルン）。それに伴い母艦もネェル・アーガマ、ラー・カイラム、ゼネラル・レビルと乗り換える（アニメ版ではゼネラル・レビルには乗艦しない）。漫画版の『バンデシネ』ではデルタプラスとバンシィの間にバイアラン・カスタム2号機にも搭乗する。
インダストリアル7での「袖付き」との戦闘任務に参加したことで、自身の家柄もあり「ラプラスの箱」を巡る紛争の中心に身を置くことになる。序盤は、オードリー・バーン（ミネバ・ザビ）との出会いを経て心を動かされたことで、独断でネェル・アーガマに軟禁されていたオードリーを脱走させ、共にこの事件の解決に協力する意志を固め行動する。父ローナンの協力を仰ごうと、パラオ攻略戦の最中に紛れてオードリーをデルタプラスに同乗させて地球へ降りる。だが地球に到着した際、父から「箱」の正体を聞かされ自身の家柄に絶望し、今の世界を維持するためには「ラプラスの箱」は開かれるべきではないと考えを改め、バナージやミネバと道を違えることとなる。この地球での逗留においてミネバに事実上の求婚をするが、その独りよがりが彼女の失望を買い、拒絶されてしまう。結果、完全に自暴自棄になり本来の自分らしさを見失っていく。
紛争の最終局面ではバンシィ（アニメ版ではバンシィ・ノルン）を搭乗機とし、ネオ・ジオン艦隊と戦うネェル・アーガマ部隊を強襲。バナージと激しい戦闘を繰り広げる。ニュータイプを激しく否定するリディだが、バナージからリディ自身もニュータイプであると指摘され、その矛盾から暴走。バナージらの必死の説得すら自身を否定する言葉としか思えなくなり、リディを止めようとするマリーダを撃墜してしまう。直後、思念体となったマリーダの導きによって、人類を守るためと言いながらもその人類の可能性を信じていない自身の矛盾に気付き、本来の自分を取り戻して再起。バナージと共にフロンタルとの最終決戦に挑む。
アニメ版ではネオ・ジオングとの決戦後、連邦上層部によるコロニーレーザーによるメガラニカへの砲撃を、ユニコーンガンダム2機がかりでのサイコ・フィールドを発生させて相殺して「ラプラスの箱」を護り抜く。その最中にバナージが、ユニコーンガンダムを究極形態である（光の結晶体）へと移行させた結果として“虹の彼方”へ旅立とうとすると、リディはバナージにまだ“人間”としてやるべきことが沢山あるとして、バナージを連れ戻そうと緑色に輝くバンシィ・ノルンで追いかけ必死に呼び止める。そして意識を取り戻したバナージと共にオードリーの下へと帰還しようとするシーンで、アニメ版は幕を閉じる。
福井は『UC』の物語を通じてリディが迎えた結末について「リディっていうのは“普通の人”の代表なわけですよ」「そのまま描き切ってしまえば、リディは自動的に真の主人公にスライドしていくことになるだろうと思いました」と評している。
ラプラス事変後の所在は不明とされているが、『獅子の帰還』ではリディを主人公に、その後の様子が描かれる。「ラプラスの箱」解放直後はメガラニカに合流しようとするが、最終的にはネェル・アーガマと共にバンシィを地球連邦軍へ持ち帰る。その後、一時の拘束を経たものの、バンシィの力を引き出したニュータイプという実績により中尉に昇進する。復帰後はゼネラル・レビル所属のイアゴ・ハーカナ率いるMS隊に配属されるが、バナージが「帰ってきた」ことを確かめるために単独でサイド3を領海侵犯。そこでバナージと再会し、お守りのペンダントを託す。覚悟の上の侵犯の罪によりジオン共和国で服役するところだったが、父ローナンの尽力により連邦に身柄を引き渡される。そして自分のなすべきことのために軍を辞め、ローナンの私設秘書として政治家「マーセナスJr.」の道を歩み始める。
ミヒロ・オイワッケン
声 - 豊口めぐみ
ネェル・アーガマのオペレーター。階級は少尉。22歳。利発で快活な女性。東洋系の血が流れており、ダークブラウンの髪と瞳を持つ。士官学校時代、低い身長へのコンプレックスをバネにするかのような奮闘ぶりから「チビ戦車（スモールタンク）」というあだ名を付けられた。ネェル・アーガマにマリーダが収容された時は強化人間である彼女に対し拘束衣を付けるべきだと医師に進言する。リディに好意を抱いており、パラオ攻略戦で彼が戦没認定された際には特にショックを受けたり、リディからの冗談半分のデートの誘いに「無事に帰ってきたら」と応じたりしている。
名前の由来は福井の妻の名前と出身地の「追分」から。
オットー・ミタス
声 - 内田直哉
ネェル・アーガマの艦長。階級は大佐。45歳。練度不十分な艦の状況や、無策無謀な連邦軍上層部に振り回され、上層部に対する不満を募らせる現場クルーとの板挟みに頭を悩ませる典型的な中間管理職。当初は艦の主導権をしばしばレイアムに奪われている自他共に認める頼りない指揮官だが、「箱」を巡る争乱の中で次第に艦長としての貫禄や決断力を身に付ける。趣味は紅茶で、しばしば乗組員たちに淹れて振る舞っている。
「獅子の帰還」では、「ラプラスの箱」解放直後にメガラニカに合流しようとするリディに、ネェル・アーガマに帰投するよう説得する。
レイアム・ボーリンネア
声 - 渡辺美佐
ネェル・アーガマの女性副長。階級は中佐。40歳。確かな状況判断能力と決断力を持ち、大柄で寡黙な職業軍人という存在感を漂わせていることもあって、クルーからは「レイアム艦長、オットー副長」と呼ばれるまでになっている。当初は他のクルー同様オットー艦長を頼りなく思っているが、「箱」をめぐる争乱の中、不安に駆られるクルーたちの前で艦長たろうとし続けるオットーに対して次第に強い信頼を置くようになる。一年戦争のソロモン攻略戦で夫を亡くし、地球に長男を残している。
シドー・オモキ
声 - 多田野曜平
ネェル・アーガマの機関長。首に巻いたスカーフが特徴。
サーセル・ミツケール
声 - 丸山壮史
ネェル・アーガマのセンサー長。
ヘルム・コンバース
声 - 志村知幸
ネェル・アーガマの航海長。
ウタルデ・ハッシャー
声 - 杉村憲司
ネェル・アーガマの砲術長。
ボラード
声 - 井上剛
ネェル・アーガマの通信長。本艦がフル・フロンタルと通信による交渉を行った際、彼の声を「シャアの声だ」と評している。
ジョナ・ギブニー
声 - 斎藤志郎
ネェル・アーガマの機付長（整備責任者）で最古参。相手が士官でも平然と怒鳴りつける先任兵曹。髭面。ネオ・ジオンによるネェル・アーガマ占拠時には、艦を取り戻すために一計を案じるも失敗し、見せしめとしてフロンタルに射殺される。
アニメ版ではネェル・アーガマが占拠されないため生存している。
ハサン
声 - 佐藤正治
ネェル・アーガマの軍医。

ノーム・バシリコック
声 - 宮内敦士
ネェル・アーガマ艦載MS部隊の隊長。階級は少佐。搭乗機はリゼル隊長機仕様。コールサインは「ロメオ1」。
暗礁宙域でのシナンジュ迎撃戦においてリディらと共にフロンタルの駆るシナンジュと交戦。最終的にリディをかばう形で接近戦を敢行し、乗機を撃破され死亡。
ホマレ
声 - 勝沼紀義
ネェル・アーガマ艦載MS部隊のMSパイロット。階級は中尉。搭乗機はリゼル。コールサインは「ロメオ4」。暗礁宙域でのシナンジュ迎撃戦においてカタパルトからの発艦中にシナンジュのビーム・ライフルの狙撃により撃墜され、死亡。
ガロム・ゴルガ
声 - 興津和幸
ネェル・アーガマ艦載MS部隊のMSパイロット。階級は中尉。搭乗機はスタークジェガン。コールサインは「ジュリエット2」。暗礁宙域でのシナンジュ迎撃戦においてノーム、リディらと共に出撃するがフロンタルの駆るシナンジュに翻弄され、ビーム・ライフルの一撃で機体を撃ち抜かれ、死亡。
原作では名前は登場せずコールサインのみで呼称され、乗機は通常のジェガンに変更されている。
ブライト・ノア
声 - 成田剣
ロンド・ベル司令にしてラー・カイラムの艦長。一年戦争時から数々のニュータイプの少年たちと戦ってきた英雄。バナージに信念を貫かせようと、かつての仲間らと共にその背中を後押しする。

メラン
声 - 石塚運昇
ラー・カイラム副長。階級は中佐。40歳。隊司令を兼ねるブライトを補佐し艦を切り盛りする。ブライトと共に映画『逆襲のシャア』から引き続き登場。

##### トライスターの人物
ロンド・ベルのエースパイロット3人で構成される小隊、通称「ロンド・ベルの三連星」。独特の連携攻撃で訓練記録を塗り替え、その名を広める。本来ならUC計画のテストパイロットになる予定だったが、計画が中断して支援用量産機ジェスタに搭乗することになる。ラー・カイラムMS部隊に所属しており、ダカール襲撃以後「箱」を巡る争乱に巻き込まれる。
アニメ版では、3人ともコロニーレーザー発射を阻止すべくラー・カイラムで地球へ降下したため、インダストリアル7での最終決戦には参戦していない。その代わりに、シャイアン基地のコロニーレーザーの管制室「カフカスの森」にて、グスタフ・カールやΖプラスなどの地球連邦の地上軍伏兵部隊との交戦が描かれ、これを苦もなく無力化している。
ナイジェル・ギャレット
声 - 中村悠一
トライスターの隊長。階級は大尉。27歳。長めの前髪、落ち着いた眼光、クールな優男で、自身のMS操縦技術に絶大な自信を持つ。搭乗するジェスタのコードネームは「ユニフォーム7」。パーソナルマークは3つの星形を矢で射抜いた（アニメ版ではグレーの連邦軍マークの上に白い十字星が3つ並んだ）もの。
小説版では紆余曲折を経てリディやバナージとも共闘して最後の戦場にも赴き、ダリルと共に最後まで生き残る。ダリルやワッツとの完璧な連携は、アンジェロが「大佐（フロンタル）がビーム・ナギナタを使うほどの相手」と驚くほどの卓越したものである。
ダリル・マッギネス
声 - 勝杏里
ラー・カイラムMS部隊構成員。階級は中尉。27歳。ポリネシアン系の浅黒い肌、縮れた髪、飄々とした雰囲気で、ワッツとはまた違った剣呑さを持つ。搭乗するジェスタのコードネームは「ユニフォーム8」。
小説版では紆余曲折を経てリディやバナージとも共闘して最後の戦場にも赴き、ナイジェルと共に最後まで生き残る。
ワッツ・ステップニー
声 - 安元洋貴
ラー・カイラムMS部隊構成員。階級は中尉。26歳。丸顔に寸胴といった風貌。トライスターの中で一番血の気が多い。搭乗するジェスタのコードネームは「ユニフォーム9（ナイナー）」。ジオンの三連星のガイア同様、リディのデルタプラス（アニメ版ではバナージのユニコーン）に踏み台にされる。
小説版、アニメ版共に終盤では追加装甲を施したジェスタ・キャノンに搭乗。小説版では味方ごと攻撃してきたアンジェロのローゼン・ズールに激怒し肉薄するが返り討ちに遭い、トライスター唯一の戦死者となる。しかし、ワッツの死と思惟は、バナージがサイコ・ジャマーから抜け出すきっかけとなる。
アニメ版では戦死しない。

#### エコーズの人物
ダグザ・マックール
声 - 東地宏樹
エコーズ920隊司令で階級は中佐、38歳。「ラプラスの箱」のネオ・ジオンへの譲渡阻止および奪取の指令を受け、ネェル・アーガマに乗艦する。ミネバを人質に取る非人道的任務や戦いに巻き込まれる少年たちの姿に良心の呵責を感じることもあるが、顔には決して出さないプロの軍人として立ち回る一方で義に厚い一面も見せ、バナージに人の心の大切さを説く。
首相官邸ラプラスの残骸における調査では、ユニコーンにバナージと同乗して出動し、それに続く戦闘ではユニコーンを降りてバナージを助けるが、シナンジュのビーム・アックスに焼かれ、戦死する。
コンロイ・ハーゲンセン
声 - 三宅健太
エコーズ920隊の副司令でダグザの片腕的存在。階級は少佐、35歳。ダグザの死後は920隊の指揮を執り、ネェル・アーガマ奪還作戦では隊を率いて活躍する。物語終盤にはミネバの放送を守るため、部下と共に尽力する。
アニメ版では「袖付き」艦隊との最終決戦時にエコーズ仕様のジェガンを駆っており、MS戦を経て生還している。
ナシリ・ラザー
エコーズ729隊司令で階級は中佐、43歳。小柄で浅黒い肌のアラブ系。パラオ攻略戦実施に当たり、24名で920隊と合流する（エコーズ2隊合同作戦は史上初）。パラオの連結シャフトの爆破に成功するが、乗機のロトをシナンジュに切り裂かれて戦死。
アニメ版では台詞に「ナシリ隊」の名が出てくるのみで本人は登場しない。ただし、キャラクター設定のラフまでは作られていた。

#### その他・地球連邦政府の人物
エイブルス
声 - 谷昌樹
シャイアン防空司令基地に秘匿されたコロニーレーザーの管制室「カフカスの森」の司令。階級は中将。
マセキ・ダンバエフ
声 - 乃村健次
地球連邦宇宙軍地球軌道艦隊の旗艦であるドゴス・ギア級戦艦「ゼネラル・レビル」の艦長。階級は大佐。
ジョン・バウアー
ロンド・ベル創設の音頭を取った国防族議員のひとり。国防委員会の重鎮であり、アナハイム・エレトロニクスとの関係も深い。移民問題評議会にも名を連ねている。

### マーセナス家の人物
リカルド・マーセナス
声 - 有本欽隆
地球連邦政府の初代首相。62歳（ラプラス事件当時）。リディは来孫に当たる。アメリカ生まれだが、ドイツ、フランス、アジアなどさまざまな国を転々として育ち、30以上の国の血が交じり合っているというその普遍的な出自から連邦の初代首相に選ばれる。政治思想はリベラルで、つねづね連邦議会右派から好意を持たれていなかった。このことから極右派の憎しみを買った結果、西暦から宇宙世紀への節目の式典に参加した際、テロと見せかけた暗殺（ラプラス事件）によって命を落とす。
ジョルジュ・マーセナス
小説版で肖像画のみ登場。3代目首相で、ローナンの曽祖父に当たる。歴史ものの映画や本では、もっぱら「リカルド・ジュニア」で通っている。
実はラプラス事件の首謀者の代表格であり、事件後に臨時に就任した副首相を挟んで首相の地位に就き、「リメンバー・ラプラス」を合言葉に対テロ強硬政策を打ち出す。この政策は20年後に「地球上の紛争のすべての消滅」が宣言されるまで続き、連邦政府の体質はこの間に培われたともいわれる。
ローナン・マーセナス
声 - 小川真司 / 土師孝也（「獅子の帰還」）
リディの父。52歳。リカルドは高祖父に当たる。地球連邦政府中央議会の大物議員。「影の内閣」と揶揄されることもある移民問題評議会の議長を務める。保守系の大物と目されているが、若い頃は中央官僚や政治家たちに地球環境の悪化を思い知らようと、砂漠化の進むダカールへの遷都をあえて推進する理想家だった。出奔して軍人の道を歩むリディのことは静かに見守っていたが、「ラプラスの箱」を巡る陰謀に巻き込まれてミネバを伴って現れた彼に、隠蔽してきた「箱」とマーセナス家の秘密を打ち明けることとなる。「箱」を巡る事件収拾のためにブライトを抱き込む一方、ダカールの惨劇の黒幕に仕立てるというマーサの恫喝に屈し、ミネバの引き渡しに応ずる。事件がビスト財団の隠蔽によって闇に葬られることを恐れ、マスコミではなくカイに情報のリークを要請するが、交渉は物別れとなる。
アニメ版でも立場は変わらないものの、「箱」の開放に対するスタンスは最初から否定的であり、自らの意思でミネバをマーサに引き渡している。最終盤では「箱」の隠蔽のためにコロニーレーザーの起動キーを回すが、直後にアルベルトからレーザー照射ポイントにリディが居ることを告げられ、“子殺し”に対する悔恨によって崩れ落ちる姿を見せる。
『獅子の帰還』では、ラプラス事変後にネェル・アーガマの反乱嫌疑を解くため、参謀本部に口利きをおこなっている。また、釈放されたリディに、ラプラス事変終盤においてユニコーンガンダム1号機が放った「波動」により分解されたジェガンのジェネレーターの写真を見せ、サイコフレームの力が今後も戦争で使用されることへの危惧を伝える。その後、リディが領海侵犯によってジオン共和国軍に収監されると、彼の身柄を連邦に引き渡すよう国務省を巻き込んで尽力する。そして、軍を辞めたリディを自身の私設秘書とし、政治家としての道を示している。
宇宙世紀0092年を描いた漫画『機動戦士ムーンガンダム』にも登場。遷都して間もない地球連邦政府の建物で、ルオ・ウーミンからサイド1コロニー「ムーン・ムーン」で発生している事態の収拾を求める電話を受ける。
シンシア・マーセナス
声 - 佐藤利奈（『獅子の帰還』）
小説版に登場。リディの6歳上の姉。幼い頃から才色兼備ともてはやされる社交界の「華」でありつつ、人一倍シビアで進歩的な気風をもつ。学生時代にありとあらゆる資格を身につけるも、卒業後は父のすすめるパトリックとの縁談にあっさり従っている。しかし、パトリックは入り婿であるがマーセナス家の人間ではないと言い放ち、リディに家に戻るようすすめる。作中では、久しぶりに家に帰ってきたリディおよびオードリー・バーンを、近々地方選挙に出馬するパトリックの後援会の奥さん連中を招いたディナー・パーティーに招待する。
『獅子の帰還』では、北米のアトランタ海軍航空基地へ、釈放されたリディをリムジンで迎えに行き、実家に連れ帰る。道中、突然の釈放は父の差し金だろうと憤慨するリディに、「だからあんたは子供なのよ」と言い放つ。なお、作中でリディがバナージに渡すお守りのペンダントは、シンシアが昇進祝いとして、リディがなくしたものとそっくり同じものをプレゼントしたものである。
パトリック・マーセナス
小説版では「パトリック」とファーストネームでのみ呼ばれる。シンシアの婿養子であり、ローナンに付き従う。書籍『データコレクション』ではフルネームで表記され、ローナンの公設秘書とされる。
0092年を描いた漫画『機動戦士ムーンガンダム』で容貌が明らかになる。ローナンを「お義父さん」と呼び、ムーン・ムーンについて尋ねるが、「知るべき時が来ればおまえも知ることになる」「婿養子だから蚊帳の外に置くのではない」「知らぬが幸いということもある」と回答を避けられる。
ダグラス・ドワイヨン
声 - 西川幾雄
マーセナス家に仕える執事。ローナンの身辺の世話を担当する。

### ビスト一族 / ビスト財団の人物
サイアム・ビスト
声 - 永井一郎
旧姓マーキス。ビスト財団の創始者。物語の発端となるラプラス事件の当事者であり目撃者であり、物語を締めくくるキーパーソンでもある。冷凍睡眠を繰り返し、宇宙世紀0096年においても100歳以上の長命を保って西暦の時代から生き続けている。停滞する世界の変革のため、長らく封印されてきた「箱」の解放を目論む。父はサイアムの少年時代、ゲリラ活動に加わって投獄され、獄中死した。その父は寡黙で実直な男だったとされる。母は病気がちだったとされ、妹にシャーラ（名前の登場と「継ぎのある服を着ていた」との記述がある）がいるが、自身の生存がラプラス事件を引き起こした黒幕に露呈し、家族らに害が及ぶ危険性をサイアムは考え、少年時代に決別したため（ラプラス事件後、サイアムは二度と母と妹に会うことはなかった）、その詳細は不明。
西暦の末期に中近東に位置する小国で羊飼いの家柄に生まれたサイアムは、地球連邦政府の宇宙移民政策による社会の歪みと貧困から報酬目当てでテロリストとなり、宇宙世紀元年のラプラス事件のテロに関わる。ラプラスを爆破後、作業艇に仕掛けられていた時限爆弾で口封じのために仲間達と共に爆殺されそうになるものの、たまたま船外作業で作業艇から出ていたことから一命を取り留め、その際に粉みじんになったラプラスの残骸の中で億分の一以下の偶然で「ラプラスの箱」を入手する。
連邦政府の支配体制を揺るがしかねない「箱」の力は絶大であり、サイアムは地球へ帰還した後、その「箱」の力を利用してのしあがり、裏社会で頭角を現してゆく。やがてアナハイム・エレクトロニクス社と関係を持ち、役員待遇でアナハイム社内に迎えられたサイアムは、専務の娘と結婚して名門貴族ビスト家の婿養子となる。ビスト家の名を冠して創設された「ビスト財団」は、当初は宇宙への美術品輸送を始めとした社会貢献を隠れ蓑にしたマネーロンダリング機関でしかなかったが、サイアムの隠匿する「箱」の力を背景にして、宇宙世紀世界の隅々にまで影響を及ぼす強大な組織に育ってゆくことになる。その一方、ラプラス事件で暗殺されたリカルド・マーセナスの演説に対して「自分たちのような者にこそ大事なことを伝えようとしていた」という感慨を抱き、その後「箱」の内容を公開しなかったために一年戦争を止められなかったという後悔を抱えており、「箱」の条文に予言された新人類に近しいニュータイプにこそ「箱」を返却すべきだという思いを抱くようになる。
バナージから見た場合サイアムは曽祖父に当たり、若い頃の容姿も似ている。サイアムはバナージをユニコーンの相応しい乗り手と称している。
ビスト財団を守るために、宇宙世紀0051年頃、財団の乗っ取りを計画していた自身の次男を交通事故に偽装して謀殺した過去を持つ。
物語終盤、「箱」が隠匿され、サイアム自身が眠る氷室へと辿り着いたバナージとミネバに「箱」の真実と地球に生まれた瞬間から進化をつづけてきた生物の可能性、自分が見た幻覚とその意味、100年近くの間、胸にしていた思いを伝えきり生命維持装置を停止させ、自らその命を絶つ。そして、「箱」の真実はミネバによって、地球の人々に伝えられる。
アニメ版において、サイアム・ビストの声優に永井一郎を起用することにより、『1st』のナレーションがサイアム・ビストによるモノローグであるという意味を持たせている。なお、永井はepisode 7公開前の2014年1月27日に死去したため、本作品は遺作の一つとなった。
カーディアス・ビスト
声 - 菅生隆之
サイアムの孫にして、ビスト財団の二代目当主。60歳。家の呪縛に囚われる事を嫌い、父の死後家を飛び出し素性を隠し地球連邦宇宙軍に入隊して、一時期は戦闘機のパイロットになったこともある。その一族の中において異色な経歴と鋭敏な頭脳をサイアムに見込まれ、二代目当主となる。
バナージの実父であり、息子が高いニュータイプの素質を秘めていると知るや、それを開花させゆくゆくは自分の後継者として育てるつもりだったが、愛人であるバナージの母、アンナ・リンクスは息子が財団の呪縛に囚われるのを恐れ、バナージを連れ彼の元を去る。
その後、所在は常に把握していたものの、二人を政争に巻き込ませまいとする配慮と彼女に対する最大限の誠意として、自ら会うことを禁じていた。父のことを尋ねて母を悲しませまいと考えた子供時代のバナージは、父との記憶を無意識の底に封じ込め、まだ幼かったこともあってカーディアスの顔も名前も完全に忘れ去ってしまう。
父を謀殺したのが祖父であることに気づき当初は憎みもしたが、父が当主の器ではないことに気づいていたことと、父の死後急速に枯れた祖父の姿を見たため、後継者として完全に任せてもらえなかった父と違い祖父に認めてもらう事を目標に邁進し続けた結果、祖父の意向に従う二代目当主としてその辣腕をふるう。
そして祖父の意思を汲み「箱」を袖付きに引き渡そうとするが、財団の優位性を失う事を恐れた妹マーサの介入により失敗し、彼女の命を受けた実子アルベルトに銃撃される。死に際、偶然再会したバナージに希望を見出し、破壊しようとしていたユニコーンガンダムを彼に託す。自らが父親であることを告白した後、爆炎に呑まれてその生涯を閉じる。
アルベルト・ビスト
声 - 高木渉
カーディアスと正妻エレンの間に生まれた息子で、バナージの異母兄。33歳。AE社の重役を務める。マーサの命により、「袖付き」への「箱」譲渡阻止を企み、エコーズと共にネェル・アーガマに乗り込んでくる。
小説版ではユニコーンガンダムに並々ならぬ執着を見せるだけでなく、ネェル・アーガマで出会ったバナージが異母弟であることを知った後は、機体を託されたバナージに対して激しい嫉妬から殺意に近い憎悪を向けるようになる。マーサと近親相姦を結ぶ関係でもあり、彼女の忠実な犬として他者に対しては財団の威光を笠に着る小心者として描かれる。
しかし、次第に父殺しの罪悪感に苛まれていき、その救いをガエルの襲撃から偶然助けられたマリーダに求めるようになる。彼女に自分をマスターとする「再調整」を施し、バンシィのパイロットとしてバナージごとユニコーンガンダムを葬り去ろうとするが失敗し、マリーダはアルベルトの元を去る。
その後、独断でリディをバンシィの新たなパイロット（マーサには別人の資料を渡している）に仕立て上げ、自らもマリーダと再会するためにバンシィの援護を名目に、周囲の反対を押し切り率先して戦場に向かう。この頃には数度の戦闘を体験し、胆力と図太さが鍛えられたのか、表面上はマーサに従いながらも、凋落の陰りを見せ始めた彼女を観察するなど冷静な対処が出来るようになる。そして「箱」にも以前ほどの熱意を向けず、むしろマリーダ優先で行動するようになる。
物語終盤にはマリーダの保護に奔走するが、時既に遅くマリーダはリディの手で殺されてしまう。その直後、光になったマリーダからは「自分を愛してくれた人」として、彼女の導きでマーサと決別し、異母兄弟であるバナージに「自分にしかできないやり方」により協力するようになる。
アニメ版では人物像が異なり、鼻持ちならず地に足の着かない小心者ながらも、序盤からネェル・アーガマクルーの疲労を気遣う良心的な面を見せる。また、ユニコーンガンダムへの執着は薄く、「鍵」の役目を果たせなくさせるために電装部品の破壊を進言している。バナージに対する感情も、ユニコーンのパイロットだったと判明しても他のクルーと共に驚くだけで、その後もバナージを「彼」と呼んで事務的に対応するなど、そもそも「弟」や「ビスト一族」として意識していない様子が描かれる。更にマリーダに命を助けられたのを境に人間的な成長が見られ、リディがバンシィ・ノルン受領の際に「バナージを殺すことになる」と告げると苦渋の表情を覗かせるようになっている。マーサとの関係も小説版のような歪んだ肉体関係のような設定は無く、叔母と手を結んだ理由としては高圧的かつ傲慢な父親との意見の相違があった旨の発言をしている。アニメ版後半では宇宙に戻る事こそないものの、多くは原作と同じ行動をとる。
『獅子の帰還』では、リディに友人として再会。メガラニカの所在情報を伝える。そしてまた、マリーダの夢をときどき見ており「彼女の死に際に見せてくれたものに比べれば、血筋のこだわりなど些細なものだ」と語るなど、更なる人間的成長がうかがわれる。
マーサ・ビスト・カーバイン
声 - 塩田朋子
サイアムのもうひとりの孫であり、カーディアスの妹。アルベルトとバナージの叔母にあたる。55歳。AE社の会長一族に嫁いでいる。妖艶な美貌を持ち、政治家的な気質と才覚を多分に擁した人物であり、こと政治的手腕においては兄をも凌ぐ女傑。カーバイン会長の引退後は、AE社の運営にまで口を挟む専横ぶりを見せている。「ラプラスの箱」については、財団とAE社と連邦の関係の現状維持を望んでおり、「箱」の開放阻止に奔走する。インダストリアル7の襲撃も彼女の差し金であり、アルベルトをネェル・アーガマへ送り込んだ黒幕。
かつてサイアムに父親が謀殺されたことに衝撃を受け、以後「男社会」に対して激しい憎悪を抱くようになる。自分たち女が主導する世界に社会を変革しようと、自分と同じ（と思う）強く気品ある女性であるミネバに共闘を持ちかけるが、彼女の「プライドの高さ」を理由としてみずから決裂することとなる。
物語終盤、メガラニカをコロニーレーザー「グリプス2」で消滅させて「箱」の流出を妨害しようとするも、ロンド・ベル司令ブライト・ノアにより身柄を拘束される。これによりAE社における権威は失墜することとなる。
小説版では「月の女帝」と形容されており、ローナンから「AE社長夫人」とも呼ばれている。カーディアスの死後は、ビスト財団の当主代行を務める。ミネバとの会談では子供の有無を訊かれ2人いると答えるが、自分のお腹を痛めた子か、あなたからは母性を感じられないと指摘されて動揺し、さらに女の残虐さを男の言葉遣いで押し通していると言われ激昂してワイングラスを投げつける。投げつけて以降の場面はアニメ版でもミネバの回想として描かれ、「プライドの高さ」の言及も小説版とほぼ同じである。
『NT』にも登場。ラプラス事変を拡大させた責任を問われて連邦政府によって幽閉状態にある。
ガエル・チャン
声 - 青山穣
カーディアスの腹心の部下。元連邦軍人で、ボディガードも務める屈強な男。カーディアスの死後はその仇であるマーサやアルベルトへの報復の為にガランシェール隊と共闘するが失敗、負傷してネェル・アーガマに収容される。その後、カーディアスの息子のバナージを見出したことからネェル・アーガマに協力することになる。
物語の終盤、ビスト邸からユニコーンガンダムに移動するバナージを襲撃してきたフル・フロンタルのシナンジュからバナージを護る為に奮戦するが、シナンジュのビームライフルから発射されたビームの直撃を受けて死亡。
アニメ版ではガランシェール隊と共闘せず、サイアムを保護しながらメガラニカで事態を静観しており、バナージらが再度メガラニカに現れた際にサイアムとともに箱の担い手として迎える。メガラニカを襲撃してきたフロンタルのネオ・ジオングから生身のバナージを守るためにシルヴァ・バレトを駆って奮戦するも全く歯が立たず、撃墜されようとした時、バナージの呼び出したユニコーンガンダムの援護により命を救われ、そのユニコーンの後ろ姿に自身のかつての主の姿を重ねる。
エレン
小説版にのみ登場。アルベルトの母。
ジュスト
小説版にのみ登場。コロニー公社副総裁。マーサ・ビスト・カーバインの叔父。

### 「袖付き」（ネオ・ジオン残党軍）の人物
オードリー・バーン
声 - 藤村歩
本作品のヒロイン。バナージと同い年。エメラルド色の瞳に落ち着きのある理性と高貴さを秘めた神秘的な美少女。オードリーという名前は偽名で、正体はザビ家の遺児ミネバ・ラオ・ザビ。ザビ家の末裔であるというその素性は、地球連邦軍に人質に取られた際に明かされる。
オードリーという偽名の由来は女優オードリー・ヘプバーン。ヘプバーンが映画『ローマの休日』で演じた王女に、部下の目を盗んで単独行動する自身の境遇をなぞらえていた彼女が、バナージに名前を聞かれた時にとっさに答えてしまったことによる。なお、アニメ版ではインダストリアル7で『ローマの休日』のリバイバル上映（アニメ作中では『Runaway Princess』という題名になっている）が行われており、その看板を見て彼女が偽名の由来を連想したような演出がなされている。

フル・フロンタル
声 - 池田秀一
宇宙世紀0096時点におけるネオ・ジオン軍の首魁。階級は大佐。「赤い彗星の再来」と呼ばれる仮面をつけた謎の男。「丸裸（転じて、徹底的な、徹底する）」を意味するその名とは裏腹に、真意を窺い知れぬ謎めいた言動でバナージ達を翻弄。深紅のMSシナンジュを駆り、「赤い彗星」の名に恥じない高い技量とカリスマ性をもってネオ・ジオン残党を糾合し、地球連邦軍と「ラプラスの箱」の争奪戦を繰り広げる。
その素顔や声・口調はシャア・アズナブルに酷似しており、額にはシャアが一年戦争でアムロ・レイにつけられたものと同様の傷痕がある。またシャア同様、宇宙でのMS戦でも基本的にはノーマルスーツを着用せずに赴く。ただし、仮面で素顔を隠しているのは「ファッションのようなもので、プロパガンダと取ってもらってもいい」と語り、序盤のバナージとの対面時にあっさり外して見せている。
小説版での正体は、ネオ・ジオン残党の支援者であるジオン共和国国防大臣モナハン・バハロが差し向けた、シャアに似せて造り上げられた強化人間。同作内ではフロンタル本人は自らを「“器”」と定義しており、「周囲が望むのなら、私は“シャア・アズナブル”であり続けよう」と発言している。またサイコフレームに吸収され、宇宙を漂っていたシャアの意思の一部分が、人類に絶望して似姿である自身に宿っているとも語っており、ジオン・ズム・ダイクンを指して「父」と呼んだり、シャア本人しか知りようのない独白を知っていたりするなど、ただ声や姿が似ているだけの存在ではない節がある。だがバナージからは、空虚な個人が他人（シャア）の経験と言葉で自分を飾り立てているに過ぎないと糾弾されており、また本物のシャアを知るミネバからも「お前のような空っぽの人間ではなかった」と断じられている。現状を維持するという目的のため、「箱」を連邦との取引材料に用い、ジオン共和国の自治権放棄を延期する間に外交を駆使して「サイド共栄圏」（＝「コロニー共栄圏」）構想を推し進めようと目論み、次第にその邪悪な本性を露わにしていく。眉間を銃弾で撃ち抜かれてもなお動き続けるという、異様な姿で「箱」を求めるフロンタルだったが、その計画はバナージやリディ、ロンド・ベルの活躍によって阻止される事となり、自身もまたユニコーンとの壮絶な激戦の末、巨大なビーム・トンファーで機体を貫かれ敗れる。後にその遺体は、かろうじて生き延びていたアンジェロによって発見される。
アニメ版では“シャアをよく知るものが見れば声は似ているが姿に違いがある”人物で、そのキャラクターも小説版のような“勧善懲悪ものの悪役”という描き方から“嘘偽りの無い人格者”へと意図的に変更されており、ストーリー担当の福井も、シャアと比べて遥かにしたたかな人物であると語っている。その正体についても、古橋が「福井とは考えが違う」とした上で、明示を避ける形に変更されている。これに伴い最終決戦の内容とその結末も大幅に変更されており、シナンジュをコア・ユニットとしたネオ・ジオングを最後の乗機として出撃、ユニコーンとバンシィ・ノルンを圧倒的な火力で追い詰める。その最中にユニコーンとネオ・ジオングのサイコフレームが共鳴したことで、一年戦争時のアムロ・レイやララァ・スンのようにニュータイプとしての認識能力を拡大させバナージと共に“刻”を形象として垣間見る。その末に、“刻”の終わりに訪れる虚無の世界を突きつけ、人類が過分な可能性を追うことの無意味さをバナージに説いてねじ伏せようとする。だが、その虚無を目の当たりにしても人の可能性を信じるバナージの熱意に呼応したユニコーンガンダムによる「ソフトチェストタッチ」によって“暖かな光”を注ぎ込まれる。バナージの“熱”を受け入れたフロンタルは自身の中の残留思念をネオ・ジオングごと浄化される結末を迎えた。
アニメ版でフロンタルの結末が変わったのは、古橋の案、担当声優の池田秀一の発言を、福井が聞いたうえで考えを改めたとしている。この変更については古橋や池田もコメントを残している。
アンジェロ・ザウパー
声 - 柿原徹也
ネオ・ジオンのMSパイロット。階級は大尉。19歳。中性的な容姿を持つ。フロンタル親衛隊隊長で彼に心酔しており、ミネバからも「危険な男」と称される。シナンジュとの連携を前提にカスタムされた専用ギラ・ズールを駆る。物語中盤からはズール系のフレームにシナンジュの予備パーツを使用したローゼン・ズールに搭乗する。
幼少の頃はジンネマン一家と同じくサイド3の都市グローブに住んでおり、暴徒と化した連邦兵により父を惨殺され、母を強姦された過去を持つ。精神を打ち砕かれた母と共に辛うじて生き残り、母の再婚相手に引き取られるが、毎晩のように性的虐待を加えられる。母の療養のために耐え続けるも、母が自殺すると虚無感に陥り養家を出奔。フロンタルに助けられるまで自暴自棄から男娼として客を取っていた。フロンタルに救われて以後、彼を異常なまでに盲信するようになる。
ラプラスの箱争奪戦でバナージと対峙する度にユニコーンの攻撃で仲間を失い、バナージに執着を見せるフロンタルの態度から、彼個人に対し嫉妬も入り混じった憎悪を抱くようになる。
ローゼン・ズール搭乗後は、戦場にいる者の思惟を感じ取るようになるが、思惟が与える不快感とフロンタルへの疑念から精神的に追い詰められていく。バナージとの決戦では、サイコフレームが共振したことでバナージと精神感応を起こし、自分自身の忌まわしい過去とその内面を覗かれたと激昂。衝動のまま乗機のコックピットをクローアームで突き刺す。戦闘後も一命は取り留めており、息絶えていたフロンタルの遺体を見て涙を流す。
アニメ版では、ユニコーンガンダムとの決戦の展開が若干異なり、ユニコーンとローゼン・ズールのサイコフレームが共振、ユニコーンに手をかざされると精神感応を起こし、自身の心の奥底にあった、アンジェロを真の意味では必要としていない“真実”のフロンタルを突き付けられる。それを認めたくないアンジェロは必死に掻き消そうと、今度はアンジェロを必要としてやまない“理想”のフロンタルの幻影を見てしまう。錯乱状態の中、フロンタルの幻影が差し伸べる手と、ローゼン・ズールが射出していたクローアームを誤認し、自らその身をクローアームに差し出してしまう。結果、現実を認められず自害するような形で戦闘不能となる。これについて福井は「現実を見ることを拒絶した結果、無意識に自害するような行動を取った」という旨の解説をしている。戦闘後の描写もフロンタルの結末が異なるため若干異なり、フロンタルの亡骸と邂逅するのは同じだが、フロンタルの表情を見て、悲しみながらも満足そうな表情で宇宙を見上げる。
追補作品「戦後の戦争」では、0094年6月15日のシナンジュ・スタイン強奪作戦で紫のギラ・ドーガ重装型に搭乗して親衛隊の初陣を飾る。作戦前はフロンタルに対して懐疑的であるが、作戦でのシャアを彷彿させる戦いぶりにその認識を改める。コミカライズ版の『機動戦士ガンダムUC バンデシネ Episode:0』では作戦以前の様子も描かれており、出撃への不安で悪夢を見たり、フロンタルに対し不遜な態度をとったりしているほか、回想で過去の出来事も描かれる。
セルジ・ヘルファー
声 - 早志勇紀
ネオ・ジオンのMSパイロットで、階級は少尉。21歳。フロンタル親衛隊に所属するアンジェロの部下。ギラ・ズールに搭乗。
ネェル・アーガマへの初攻撃時にアンジェロ、キュアロンらとともにフロンタルの部隊に参加。後方警戒の任に就くが、ユニコーンガンダムのビーム・マグナムの流れ弾に巻き込まれる形で撃墜され、戦死。
漫画『『袖付き』の機付長は詩詠う』では、第1話の主人公として登場する。また、漫画『機動戦士ガンダムUC バンデシネ Episode:0』では、アンジェロやキュアロンとともにギラ・ドーガに搭乗して親衛隊の初陣を飾る（ただし小説およびゲーム「戦後の戦争」には登場しない）。
キュアロン・マスカ
ネオ・ジオンのMSパイロットで、階級は中尉。フロンタル親衛隊に所属するアンジェロの部下。ギラ・ズールに搭乗。アニメ劇中では名前と乗機しか登場しないが、「戦後の戦争」（ゲーム版）で顔と声が明かされた。
首相官邸ラプラスの残骸での戦いにおいて、アンジェロとともにユニコーンガンダムと交戦。連携攻撃で追い詰めるも、ビーム・トンファーの不意打ちを受けて戦死。
「戦後の戦争」では、アンジェロとともに（『UC バンデシネ Episode:0』ではセルジも）ギラ・ドーガに搭乗して親衛隊の初陣を飾る。
レイル、ラッカー
セルジとキュアロンに代わるフロンタル親衛隊隊員たち。
ヒル・ドーソン
声 - 梅津秀行
ネオ・ジオン旗艦レウルーラ艦長。階級は大佐。43歳。物語終盤、マーサの命によって放たれたコロニーレーザーの砲撃に巻き込まれて戦死。
スベロア・ジンネマン
声 - 手塚秀彰
「袖付き」の偽装貨物船ガランシェールの船長。階級は大尉。52歳。一年戦争以前からジオン軍に所属する歴戦の勇士。部下からは「キャプテン」と呼ばれ慕われている。
一年戦争ではアフリカ戦線で終戦を迎え、捕虜生活を余儀なくされる。同時期、連邦占領軍の「ガス抜き（ストレス解消を目的とした大量殺戮、暴行、およびそれらの黙認）」によってグローブに住む妻子を殺された憎しみから収容所時代の部下たちと共にゲリラとして戦い続け、殺戮の記録であるグローブのビデオを取引する闇ルートをしらみ潰しに壊滅させていく。その過程で娼婦として働かされていたマリーダと出会い、亡くなった実娘の名マリィを与えながらも、愛する者を再び奪われることへの恐怖と悔恨から忠実な部下として扱う。グリプス戦役以後（小説ではアクシズ陥落後）はジオンの姫御子であるミネバを守る役割をシャアから与えられ、時には彼女の意向を無視してでもその身を守り続ける。
「ラプラスの箱」の受取人としてインダストリアル7に赴くが、取引きは失敗。パラオ攻略戦では捕虜となったマリーダをガエルと共に奪回しようとするが失敗し、母艦への帰還が不可能となったユニコーンガンダムとバナージを回収し、共に地球へ降下することとなる。降下後はバナージと対立や葛藤を乗り越えて感情を共有するようになり、命懸けでマリーダを救出することに成功する。
再び宇宙に上がった後は生き残ったクルーとともにネェル・アーガマに身を寄せ、一時は隙をついてネェル・アーガマを占拠してジオン共和国軍とフロンタルを受け入れる（アニメ版ではネェル・アーガマを襲撃してきたゼネラル・レビルがフロンタルとアンジェロによって撃退され、更にガランシェールがトライスター隊への陽動で失われたためにミネバやフラスト達と共に「共同戦線」という形で乗り込んでいる）。しかし、明らかになったフロンタルの真意に落胆させられると、ミネバの導きによりネェル・アーガマ搭乗員による艦の奪回を黙認。自失していたが、マリーダのメッセージを受けて再起。マリーダの死後もバナージたちと共闘し、ミネバの放送を守る際にはメガラニカの艦長を請け負う。
マリーダ・クルス
声 - 甲斐田裕子
「袖付き」ガランシェール隊所属の強化人間MSパイロット。

サボア
声 - 西凜太朗
ガランシェール所属のギラ・ズールのパイロット。ガランシェールのMSパイロットの中ではルーキー扱いをされている。
インダストリアル7襲撃の際、単機で宙域の監視活動を行っていた際にロンド・ベルのMS部隊と接触し、数と機動性の差を覆すことが出来ずに撃墜され死亡する。
ギルボア・サント
声 - チョー
ガランシェールの操舵手とギラ・ズールのパイロットを務める、ジンネマンの腹心的存在。30歳。妻と3人の子供がいる。パラオではジンネマンの頼みでマリーダを居候させており、捕らえられたバナージの面倒も見ることになる。一年戦争の際に連邦軍の捕虜となるも、ジンネマンによって収容所から救出された過去を持つ。
ダグザの死により暴走したバナージがガランシェールを撃とうとした際、バナージを止めるためギラ・ズールで体を張って阻止しようと試みるが果たせず、ビーム・マグナムに貫かれ死亡する。
アニメ版では、フル・フロンタルのシナンジュを庇おうとして、ユニコーンのビーム・マグナムに撃ち抜かれ死亡する。
フラスト・スコール
声 - 小山力也
ガランシェールの航行士。27歳。ジンネマンとは捕虜生活からの古い仲である。一年戦争時はグローブに両親がいたが、連邦の蹂躙で町もろとも死亡している。
バナージに対しては険を露わにした態度を取り続けるが、それでも過去を話したり、ジンネマンとの殴り合いを止めずにいた事からそれなりに悪くは思っていない様子。
アレク
声 - 乃村健次
ガランシェールの予備の操舵手。ギルボア死亡後に操舵手を務める。
ベッソン
声 - 坂詰貴之
小説版にのみ登場。ガランシェールの乗組員で、トリントン基地への潜入作戦時にド・ダイ改に搭乗するが撃墜され、戦死。
クワニ、アイバン
ガランシェールのギラ・ズールのパイロット。それぞれ「G（ゴルフ）1」か「G（ゴルフ）2」のコールサインだったが、どちらかは不明。ラプラス・プログラムの最終座標まではネェル・アーガマの直掩を務める。
トムラ
声 - 小松史法
ガランシェールのMS整備士。24歳。メカの話が出来れば誰でもいいというタイプで、ガランシェールではよそ者扱いのバナージとも屈託なく接する。回収されたユニコーンの整備も行い、クシャトリヤのオプションパーツであったビーム・ガトリングガンを取り付ける。
ペペ・メンゲナン
小説版にのみ登場。ジオン残党ではないが、生粋の旧ジオン公国のシンパであり、「袖付き」にみずから総督として統治する鉱物資源衛星「パラオ」を拠点として提供している。浅黒い顔に脂肪を蓄えた巨体をもち、トーガ風の衣装を纏っている。
先祖は強制移民で土地を奪われ、アステロイド・ベルトの開拓に生涯を費やしており、宇宙放射線病で早くに父を亡くし、母や兄弟達と困窮を強いられる。やがて組織して間もない労働組合の代表に就任し、劣悪な労働環境の改善に努める一方、デモやストライキを煽動して政財界に自分の存在をアピールすることに成功する。戦時中はぺルガミノ一族と関係が深く、修理業にもちいられた鉱物資源の大半はペペが横流ししたものだともいわれ、その後も旧サイド6政府との腐れ縁が続いており、特別行政区であるパラオの政治的安定を維持している。しかし過去の情熱はなく、商業主義の権化となっており、「袖付き」への協力も投資の一環に過ぎない。
テニスン・バゲット
小説版にのみ登場。テニスン艦隊司令。ルウム戦役にも参加した優秀な司令官で、階級は大佐。指揮する艦隊は長年の演習訓練により暗礁宙域での艦隊戦には絶対的な自信を持つ。
テニスン艦隊は、ムサカ級巡洋艦9隻、偽装貨物船6隻、MSがおよそ72機からなる大部隊で、テニスンは艦隊旗艦となる「ガロム」に座乗して指揮を執る。
インダストリアル7に急ぐネェル・アーガマの前に艦隊で立ち塞がるが、フルアーマー・ユニコーンガンダムの圧倒的な戦闘力の前に敗れ去る。
ガジュマル
小説版にのみ登場。階級は中佐で、テニスン艦隊所属のムサカ級「グスコー」の指揮を執る。

### ジオン残党軍の人物
ヨンム・カークス
声 - 石塚運昇
元ジオン公国軍のMSパイロット。階級は少佐。50歳。旧式機であるザクI・スナイパータイプに搭乗。
一年戦争時のジオン公国軍の残党で、ニューギニア・シンブ基地に部下らと身を潜め雇われテロリストをしていたが、ユニコーンガンダム奪取のためにジンネマンらから協力を申し出され、部下らと共に旧式のMS部隊を率いてトリントン基地を襲撃する。
基地守備隊のMSをビームスナイパーライフルによって次々に仕留めるも、マリーダが駆るバンシィのビーム・マグナムの直撃を受けて戦死。
アニメ版では、原作より若い人物として描かれ、年齢も39歳に変更されている。ガランシェール不時着時の陽動のダカールの襲撃と、続けてユニコーンが示した位置座標であるトリントン基地の攻撃指揮を執るが、トライスターによって追い詰められ、ロニに対して自分たちのように憎しみに囚われないことを願いながらコロニーの残骸から転がり落ち死亡する。
漫画版の『バンデシネ』ではマハディ・ガーベイの腹心として登場。シャンブロによるダカール襲撃にはジュアッグに搭乗して同行。ジェスタにより撃破されるが、ガーベイ家が支援していたシンブ根拠地隊に助けられる。破傷風菌に冒された身体でザクI・スナイパータイプに搭乗し、トリントン基地襲撃に参加。シンブ根拠地隊の生存を優先目的として行動。キャンドルに止めを刺そうとしたバンシィの行動を阻害し戦死する。
キャンドル
元ジオン公国軍のMSパイロットでカークスの部下。階級は中尉。30代後半。旧式機であるザクキャノンに搭乗。
カークスらと共にトリントン基地を襲撃したが、マリーダのバンシィにビーム・サーベルで機体を両断されて戦死。
アニメ版では名前のみの登場。
『バンデシネ』ではシンブ根拠地隊隊長として登場。妻子らしきモーラとオクタを村に置いて、トリントン基地襲撃に参加。バンシィのアームド・アーマーVNで機体を両断されるが生き延び、シンブ隊に全機撤退の放送を行なう。
ホルムス
トリントン基地襲撃に参加したドワッジのパイロット。
ヤス・トクミツ
トリントン基地襲撃に参加したドム・トローペンのパイロット。
ハビエール
『バンデシネ』に登場。トリントン基地襲撃に参加したマラサイのパイロット。バンシィに撃破されて戦死。

### ガーベイ一族の人物
マハディ・ガーベイ
「ドバイの末裔」たるガーベイ一族の長。ロニ、アッバス、ワリードの父。58歳。精悍な顔と冷たく力強い眼光、印象的な口髭が特徴。イスラム教徒。イスラムの慣習に従って複数の妻を娶っている。
太陽光発電を基幹産業とする巨大企業ガーベイ・エンタープライズの会長という表の顔を持つ一方で、裏では反連邦の志を掲げてジオンやネオ・ジオンのシンパとして活動を援助する。その見返りとしてネオ・ジオンが開発を断念したシャンブロの設計図を入手し、巨費を投じて完成させる。加えて白人と白人社会も憎悪し、彼らの信ずる神を殺した連邦政府に復讐心をたぎらせ機会を狙っていた。
ダカールにおけるラプラス・プログラムの発動に協力するためフロンタルに接触する。しかしこれはただの口実に過ぎず、白人社会の象徴たる連邦政府の首都の壊滅が真の目的であった。3人の子と共にシャンブロに乗り込んで私怨による破壊と殺戮を繰り広げ、破壊する必要もない無関係なホテルの破壊をも実行させる。しかし、娘ロニが銃を手に止めようとしたためこれを射殺。直接操縦に切り替えたリフレクター・ビットを再展開するもユニコーンのサイコミュジャックで無力化され、ユニコーンとデルタプラスの一点突破攻撃によりシャンブロは敢えなく破壊され、残りの子達と共に死亡する。
アニメ版には未登場。残党をまとめ上げた元ジオン軍人にして資産家という設定に変更されており、「地球連邦軍のジオンの残党狩りによって投降を許されずに死んでいった」とロニの口から語られている。
『バンデシネ』には小説版とほぼ同一の設定で登場。容姿が精悍で若々しいものから傷のある荘厳なものに変更され、車椅子が必要な体となっている。
ロニ・ガーベイ
声 - 伊瀬茉莉也
マハディの娘。18歳。褐色の肌にウェーブのかかった黒髪と、オードリーのようなエメラルドの瞳を持つ。聡明でシニカル、体制に極めて批判的で父の思想に共鳴するところが大きいものの、子供好きで心根の優しい面も持つ。ニュータイプとしての高い素養を持ち、シャンブロのリフレクター・ビットを担当する。ダカールを訪れたバナージとジンネマンの案内役となり、ユニコーンの乗り手であるバナージの真っ直ぐな感性には共鳴して互いに好意を寄せあう。
ラプラス・プログラム発動のため、父や兄たちと共にダカールの街を火の海に変えるが、阿鼻叫喚の地獄絵図をサイコミュで受信し続けたことで父への服従に耐えきれなくなり、殺戮に酔いしれる父を止めようとして逆に射殺されてしまう。しかし彼女の遺志がバナージを導き、コックピットをビーム・マグナムで撃たれ戦死。この時、バナージはロニがシャンブロに搭乗していることには気づいておらず、後にインダストリアル7におけるラプラスの箱防衛の際に、拡張した意思によってその事実を知った。
アニメ版ではヨンム・カークスの部下のニュータイプパイロットとして登場。階級は少尉。マハディ死後からヨンムの庇護を受けている。両親を地球連邦軍に殺された復讐のために、父の遺したシャンブロを完成させ搭乗している。そのためシャンブロのコックピットが単独操縦機に設定が変更されている。トリントン基地襲撃の最中にマハディの怨念でサイコミュが暴走、民間人も見境無く攻撃してしまうが、バナージの必死の説得により一時は停止する。しかしその直後に唯一の家族とも言えるカークスが撃墜されたのを察知して再び暴走。デストロイモードとなったユニコーンと対峙し、共にサイコ・フィールドを発生させ激突する。デルタプラスに乗ったユニコーンが迫り来るが、最後はバナージの呼びかけとカークスの思念によって正気を取り戻し、発射したメガ粒子砲をリフレクター・ビットで拡散させユニコーンへの直撃を避ける。しかし、ロニの悲しみを受け止めて撃つことができなかったバナージを見かねたリディによってコックピットを撃ち抜かれ、死亡する。
マハディによれば、ロニの母親は一年戦争終結後の混乱期に、難民キャンプでムスリムの女性を辱めようとした連邦軍兵士を殺害し、死刑に処されている。
アニメ版でのバナージとロニは、戦闘中にはニュータイプ的な交感で繋がり合うものの、原作小説と異なり、戦闘前には二人の接点が薄く変更されている。古橋は、脚本を読んだ当初は二人の交流が足りないと感じるも、制作を進めるうちに時間に制約のあるアニメ版では「変に接点がない方がいいのでは」と考えが変わっていったという。このように変更した理由は「一言でいうと『知り合いだから救うのか？』ということですよね」ということと、「ep4について言うなら、バナージの目的はまず蛮行を止める所にある。そうしないと、ep3で自分がやってしまった過ちが目前で繰り返されることになる。ロニは、怒りに呑まれたあの時の自分そのものだから」といった側面を強調するためとのこと。その結果、相手が知り合いであろうとなかろうと「そこでそういう行動を取れるからこそ、バナージは主人公の資格があるのではないかと思う」と発言している。
『バンデシネ』には小説版とほぼ同一の設定で登場。だが小説とは異なり、バナージにシャンブロのパイロットである事を明かしている。
アッバス、ワリード
小説版にのみ登場。マハディの息子たちで、ロニの兄に当たるがそれぞれ母親は異なる。作中ではフルネームで表記されない。アッバスがシャンブロの操縦担当で、ワリードが索敵担当。ユニコーンにコックピットを撃ち抜かれ、マハディとともに戦死（ただし明確な描写はない）。
アニメ版では、シャンブロがロニの単独操縦となったため登場しない。『バンデシネ』では数人の兄がいたことは示唆されるが、すでに連邦との戦いで死亡したとされる。

### ジオン共和国の人物
『UC』では原作小説にのみ登場し、アニメ版には登場しない。ただし、モナハン・バハロは劇場アニメ『機動戦士ガンダムNT』に登場している。
ギリガン・ユースタス
ジオン共和国軍のMSパイロット。階級は大尉。搭乗機はハイザック・カスタム。ジオン共和国の右翼政治団体「風の会」のメンバーの1人。
「風の会」の右翼思想を盲信しており、「風の会」からの情報を元に自分の属する訓練航海中の艦隊の一部を艦長らの判断を無視してネェル・アーガマ追跡に向かわせ、功績を得ようとするなど横暴な行為を働く。
L1ジャンクション近郊において「風の会」に属する仲間のパイロットらと共にネェル・アーガマとユニコーンガンダムを襲撃するが、パイロットとしての腕は経験不足からか、軍人ですらないバナージから素人呼ばわりされるほどである。
ネェル・アーガマに同乗していたジンネマンらの行動によってユニコーンを無力化し、一時的にネェル・アーガマを制圧するも奪回され、再度MSによる攻撃を行うが、艦砲射撃を躊躇うホーギーを恫喝して攻撃を促そうとグルトップに接近、そこをネェル・アーガマのハイパー・メガ粒子砲の砲撃に巻き込まれて死亡。
ホーギー
ジオン共和国軍、ムサイ改級軽巡洋艦グルトップの艦長。
モナハン・バハロ
ジオン共和国の国防大臣。44歳。一年戦争当時のジオン公国、戦後のジオン共和国で長期政権を実現していたダルシア・バハロ元首相の長男。
表向きは父であるダルシア元首相時代から続く現共和国政府の親連邦路線を踏襲しているかのように振舞っているが、実際には共和国解体の阻止と地球孤立を狙ってネオ・ジオンと非公式に接触。ジオン共和国の右翼政治団体「風の会」に影で出資しており、カーディアスとネオ・ジオンを引き合わせる仲介役に立ったのも彼である。但し、彼の行動はジオン共和国政府自体の方針ではなく、政府閣僚である事を利用して個人的に企てている違法行為に過ぎない。共和国政府が彼の行動に感づいているかどうかは不明である。
ネオ・ジオンに対し、共和国軍内の「風の会」を支持する一部将校を援軍として送る等の行為もしている。
「シャア・アズナブルを模して造り上げた強化人間」であるフル・フロンタルを烏合の衆と化しつつあったネオ・ジオン残党に送り込む事で、再度組織を纏め上げるよう仕向けたのも彼である。

### 追補作品の登場人物
各作品の詳細については「#中編小説」を参照。

#### 『戦後の戦争』の登場人物
ロッシオ・メッチ
齢50歳を過ぎた情報士官。中央情報局のカルロス・クレイグの上司。
劇中ではくたびれた印象の強い人物ではあるが、機密情報を持ち出したまま音信不通となったカルロスを追って、直接彼の元へ向かうなど、部下思いの人物であり、その性格が「シナンジュ強奪事件」の独自の捜査を行う原動力となる。
一連の事件後は、事務方としてロンデニオンの修復事業のために宇宙へと上がる。
カルロス・クレイグ
地球連邦軍中央情報局のベテラン士官。階級は大尉。
ロッシオ共々いわゆる“戦後の戦争”を作る側に居るが、ジオン残党軍によるウィルミントの海軍基地襲撃の折、自身の妻と息子を失ってしまう。これを契機に世界の均衡を維持する“歯車”としての自分に疑問を抱き、自身の権限で知りえたとあるシナンジュ強奪を阻止せんと行動を開始する。
事件当日は、後述するクラップ級巡洋艦「ウンカイ」所属のMS部隊の隊長機であるプロト・スタークジェガンのガンナーシートに座り、同乗していたダコタ・ウィンストンと共に、友軍に呼びかけを行うも、乱戦のさなか奪われたシナンジュ・スタインによって「与えられた役割を拒んだ対価」をその命で支払わされることになる。
事件後、連邦上層部に「袖付き」の内通者であったことにされ、輸送艦隊を沈めた責まで問われようとされるが、ロッシオの捜査の甲斐もあり、ダコダと共に「袖付き」の強奪を命懸けで阻止しようとした英雄扱いとなり、少なくとも死人に鞭打つような結果は避けられている。
ダコタ・ウィンストン
地球連邦軍クラップ級巡洋艦「ウンカイ」所属で、一年戦争からパイロットを続けているベテランでありMS部隊の隊長。搭乗機はプロト・スタークジェガン。
軍内では信頼を置かれているが、実生活では、本人曰く結婚生活を破綻させ、非番中は酒に溺れるなど酷いものとのこと。自身の境遇に似たものを感じるカルロスの話を聞き、その計画に協力する。
マッチオ・フルチ
地球連邦軍伍長。ウンカイ撃沈直前の離艦命令により、脱出ポッドに移ったことで難を逃れる。その後、情報局に丸めこまれ、事件に関する質問には殆ど応じようとはしていない。
彼は事件当時にシナンジュ・スタインを目撃した際「ネオ・ジオンの新型」と驚いており、自身の艦隊が何を運んでいたのかまでは知らなかった。
キム・ゴヨ
地球連邦軍の女性中尉。サイド2所属コロニー「バーデン」の現地駐留軍の調査隊所属。ブライト・ノアに憧れる弟を持つ。

#### 「不死鳥狩り」の登場人物
以下は中編小説「不死鳥狩り」における設定。後に同作を元にした2018年のアニメ映画『機動戦士ガンダムNT』にも登場するが、細部の設定や末路などが変更されている。『NT』での設定については『機動戦士ガンダムNT#登場人物』を参照。
ヨナ・バシュタ
不死鳥狩りの主人公。連邦軍の少数精鋭部隊「猟人（シェザール）隊」所属、コールサインはC（シェザール）006。階級は中尉。年齢は25歳で、シェザール隊では最年少。戦場では、部隊共通仕様の海ヘビを装備したスタークジェガンに搭乗する。原隊ではジェガンD型に搭乗、選り抜きのパイロットの集まりであるシェザール隊の面々に比べて自分の技量が見劣りする事を自覚しており、早くスタークジェガンを物にするよう努める。
一年戦争時、8歳の時にオーストラリアでジオン公国軍によるコロニー落としで被災し、3歳だった妹、父、母、祖父、祖母などの家族を失った。13歳の頃はニューフロリダのセント・ファーガス孤児院で育つ。リタはその頃の旧友で彼女が孤児院を去る日に翼を広げた海鳥を象ったブローチをプレゼントしようとしたが、勇気が出せず結局渡しそびれてしまった。リタが孤児院から引き取られた後、ヨナは14歳で養父母に引き取られ、18歳で士官学校に入学。成績、賞罰、どれも特記事項なし、平凡を絵に描いたような連邦士官である。
ユニコーンガンダム3号機「フェネクス」が襲った母艦エシャロットの生き残りの乗員の中に同じ施設で育った艦載機の整備士がいて、彼からフェネクスのパイロットはリタである事を知らされたヨナはそれ以来既に解散した施設の職員の元を尋ね歩きリタの足跡を辿った。そしてヨナは、リタが施設から連れ去られたのと同時期に戸籍謄本、住民票に至るまで必要な書類を偽造して、一つの施設から一人ずつ怪しまれないよう心がけながらESPテストを受けさせられた素養のある戦災孤児が何人もニュータイプ研究所に送り込まれていたという事実を知った。
事前に下調べをしていたヨナは、リタを連れ去った張本人であるエスコラ准将の邸宅に侵入。ティターンズに所属していた彼の過去を取引材料に消息を絶った三号機の捜索のメンバーに自分を加えるよう提案し、これを承諾させた。
シェザール隊に編入後は、隊の面々も参謀本部もフェネクスを生きて捕獲することには拘っていないので、リタに会うことを目的としているヨナは彼らに先んじてフェネクスを捕獲する事に集中する。
フェネクスとの二度目の遭遇では、海ヘビをフェネクスに引っ掛けることに成功するが、段違いの推力で振り回されシェザール隊から引き離されてしまう。暗礁宙域で袖付きのムサカ級軽巡洋艦と接敵したヨナは、フェネクスから聞こえるリタの指示通りこれを倒す。この時点からヨナは、他人の既知が自分のそれになってゆく感覚を感じ始めている。ビームサーベルを抜き破壊されたムサカの中から現れ、ハルユニットと合体しようとするヤクト・ドーガを倒そうとするが、状況を掴めていないイアゴに阻止されてしまう。
ムサカの行き先がインダストリアル7で、積載物がフル・フロンタルへ届ける物であるなど自分でも知らない既知に翻弄されるヨナ。しかし戦闘が進むに連れ頭の奥の既知が既知になって全身に伝播し、ネオ・ジオングに機体制御を乗っ取られていたスタークジェガンイアゴ機のコックピットを突き刺すと、彼を呪縛から解放した。ネオ・ジオングが放った四方からのビームの弾道と砲塔自体の移動軌道を既知のこととして視えるようになり、反応速度が上がったわけでもないのに自分の手足になったように片腕になったスタークジェガンの質量バランス、イアゴ機のスナイパーライフルの重みが生じさせる負荷など、全てをこの身の事として知覚し、機体の制御系がカバーするより早く、知覚が機体を最適なバランスで駆動させた。
ビーム・サーベルを引き抜き、ネオ・ジオングの正面に躍り出たヨナのスタークジェガンだったが、四基のアームユニットで機体を抑え込まれる。脱出ポッドの射出装置も作動せず、コックピットがひしゃげ始めこの時のヨナは死の先にあるものを既知として捉えていたが　まだ役目を果たしていない彼は隊長のようにそれを受け入れることは出来なかった。強制解放レバーをつかみ引き上げ、爆砕ボルトが作動、コックピットのハッチが外に向かって弾け飛びヨナは真空に吸い出された。
フェネクスに乗り込んだヨナは、機体の真の力を解放しネオ・ジオングを追い詰めていくが、ネオ・ジオングの発動させたサイコシャードにより、アームド・アーマーDE、ビーム・サーベル、頭部バルカン砲などの全武装を爆発させられ一転窮地に陥った。ヨナの感応波はフェネクスの五体の隅々にまで行き渡っていた為、機体のダメージがヨナの肉体にフィードバックしてしまった。
本来リタとヨナが会うことはなかったが、既知の中で結び合わされた二人の手の中で鳥のブローチが温かな光を発し、その光は二人を包み込んで、ヨナとリタ二人の魂が作り出した場（サイコ・フィールド）をまばゆく満たしていった。そしてフェネクスは、ネオ・ジオングをフィールドで呑み込み内側から自壊させた。
高次元に移行している全体は、フェネクスという依り代があってもこちらの世界には干渉できない。ヨナは選ばれたのではなく、リタの呼びかけに応えたのがたまたまヨナだったから今回の騒動に巻き込まれだけだった。ヨナには向こう側と繋がれる資質つまりはニュータイプの素養があったから、リタの声を聞き取れることが出来たから、リタのことを思い出し彼女の事を悔いる心が回線を開いたが為に、リタという形を通してヨナは全体と繋がれたのである。
リタと別れた後のヨナは、自機を失い虚空に投げ出され身一つで漂流者となっていたが、アマージャ、デラオに発見してもらい救出された。

リタ・ベルナル
さまざまな人種の混合を想像させる肌理の細かい肌と真っ黒な瞳をした少女。
母親はコロニー生まれ。ヨナの予想ではひいおばあちゃんも半ば強制移住させられた初期のスペースノイドだったが、母が父親と結婚し家族ごと地球に戻ってきたことで一年戦争時にコロニー落としに被災してしまった。被災後はヨナと同じ孤児院で育つが、ヨナが13歳の頃にティターンズ軍人だったエスコラに引き取られ、それ以来ヨナとは会っていない。ヨナとは異なり魂の存在を信じており、生まれ変わったら鳥になりたいと言っていた。
エスコラに引き取られた後のリタは、ニタ研に送られ、ネオ・ジオングのパイロットと同様にマシーンに繋がる為、頭の一部を空白にさせられていた。ヨナがリタの記憶を含む既知にアクセスし、彼の頭がこしらえた幻では、リタは髪が綺麗に剃られ、その小さな禿頭に手術用のマーキングが無造作に記されていた。 絶望と薬物でリタの瞳は濁っており、その後手術を受けヨナとの思い出も含むマシーンとの連動に不必要な記憶はことごとく消去された。
「不死鳥狩り」から半年前、フェネクスのパイロットになっていたリタはデストロイモードの限界時間が到達する前にライフサインが途絶、機体諸共行方不明となっていた。リタは肉体を失い意識だけがフェネクスに宿った状態となって、約半年もの間宇宙を漂っていた（リタの肉体がどうなったのかは不明。ヨナがフェネクスのコックピットを開けた際には中は無人であった）。
戦いが終わった後、向こう側の世界では、ヨナのイメージで浜辺が形作られていた。向こう側では、ひとりという存在の捉え方が現実とは異なり、リタの存在はヨナが思い出してくれたから再開する事が出来た。リタが昔のままの姿なのはヨナの思いで彼女をその形に留めていたからだったが、既知の中でヨナが冷たいベッドに横たわるリタの姿を見てしまった為、顔がはっきりと見えなくなっていた。
リタもその一部となっている全体は、もしネオ・ジオングがフロンタルの下に渡っていたら時空をも操る力を発揮し世界の界面に大穴を開ける可能性があり、それを防ぐために呼びかけを行った。体の代わりとなるサイコフレームで作られたフェネクスには宿ることは出来ても働きかけることは出来ず、ヨナの手助けが必要だった。
最後は、ヨナに見送られながらリタの魂をのせた鳥が飛んでいった。

イアゴ・ハーカナ
シェザール隊隊長。地球連邦軍少佐で、一年戦争以来のベテラン。戦場では、大型のスナイパーライフルを装備したスタークジェガンを操縦する。
フェネクス捕獲の為、同型のRX-0二号機の使用を具申したが、参謀本部からはRX-01号機と共に別の任務で出払っているとの解答が返ってきた。
10年以上も昔、護衛任務として知らない者同士で隊を組まされサイド1の30バンチで外周警備をさせられていた。それはティターンズによる毒ガスでコロニー住民を虐殺した悪名高い30バンチ事件であり、イアゴはティターンズの一員でもないのに見張り役を押し付けられこの事件に加担してしまった事がトラウマとなっていた。
30バンチ事件のトラウマもあって、不死鳥狩りの任務内容がターゲットの情報も非開示、背後関係もまるで分からないほど軍がなにか隠していることから、この任務を気に入っていなかった。また、部隊のリストに最初名前が無く、参謀本部直々に一週間前に急遽メンバーに加えられたヨナの事を不審に思っていた。
フェネクスを追いかけて行方が見えなくなったヨナを発見した際には、当初状況が掴めず、ヨナの行動を妨害し結果的にヤクト・ドーガとハルユニットの合体を成功させてしまった。そして誕生したネオ・ジオングにファンネルを機体に打ち込まれ、機体の制御系を乗っ取られてしまう。 ヨナからは脱出を促されるが、脱出ポッドが作動せずコクピットハッチも動かないのでヨナには自分を撃つように指示した。
まるで迎えに来たかのようにイアゴのスタークジェガンの頭上を旋回するフェネクス、その頃イアゴの心は既に全体の一部であることを受け入れ始めていた。実はイアゴはもう10年以上も前からそちら側に引っ張られており、最期はヨナにコックピットをビーム・サーベルで貫通され血も骨も蒸発してイアゴは死亡した。
死亡し全体の一部となったイアゴは、爆発で出来たネオ・ジオングのIフィールドの死角へ回り込んで攻撃するようヨナへアドバイスを与えた。
アマージャ
地球連邦軍大尉。戦場では、部隊共通仕様の海ヘビを装備したスタークジェガンに搭乗する。
隊長に次ぐ年嵩。
全ての戦いが終わった後、デラオと共に宇宙空間を漂流していたヨナを発見する。
デラオ
地球連邦軍大尉。戦場では、部隊共通仕様の海ヘビを装備したスタークジェガンに搭乗する。
バンカラ気質の男。
全ての戦いが終わった後、アマージャと共に宇宙空間を漂流していたヨナを発見する。
フランソン
地球連邦軍大尉。戦場では、部隊共通仕様の海ヘビを装備したスタークジェガンに搭乗する。
普段は物静かな性格。
タマン
地球連邦軍中尉。戦場では、部隊共通仕様の海ヘビを装備したスタークジェガンに搭乗する。
シェザール隊の中ではヨナと年齢が近い、若手の隊員である。
エスコラ・ゲッダ
地球連邦軍准将、参謀本部所属。元ティターンズの幹部で、グリプス戦役が終わり同組織の将校が全員処分される中、エスコラはその過去を隠すことで今の地位まで成り上がった。
家族は妻、大学生くらいの息子、娘がいる。
12年前、軍の命令でニタ研の被験者を集める仕事をしていたが、本人が言うにはニタ研が何をしているかは知らなかった。ヨナとリタの育ったセント・ファーガス孤児院を訪れたのもその仕事の一環であり、当時のエスコラはヨナの見立てでは40代頭、そばに30代半ばの女を引き連れ夫婦を装い、リタを引き取りに現れていた。ただし、12年前当時の連邦軍では同時にいくつものチームが動き、組織立った誘拐が行われていて、それは軍が策定した作戦行動であり、エスコラは命令に従っただけであるとヨナは推測していた。
自身の過去を知るヨナに取引を持ちかけられ、エスコラの過去を誰にも話さない、二度とヨナが眼の前に姿を現さないという条件と引き換えにヨナをシェザール隊へと加えさせた。

### episode EXの登場人物
福井晴敏が脚本を担当した、アニメ版の設定に準拠した外伝の登場人物たち。各作品の詳細については「episode EX」を参照。

#### 『獅子の帰還』の登場人物
セリノ・カジョ
声 - 梯篤司
地球連邦軍所属。イアゴ・ハーカナ率いるMS隊のパイロットのひとりで、階級は中尉。ジェガンに搭乗し、コール・サインは「ブラボー・ツー」。
ジオン共和国に対し、あまり良い感情をもっていない。作戦宙域に向かう際に、リディに接触回線でメガラニカがジオン共和国にかくまわれているという「噂話」をするが、リディがオープン回線にしていたためにイアゴ隊長にも聞かれ、たしなめられる。領海侵犯をおこなったリディについては、最初から様子がおかしいと思っていたという。

### 外伝作品の登場人物
以下は『ガンダムエース』や『ガンダムユニコーンエース』に掲載された『UC』の時代観を踏襲した外伝作品に登場する人物。

#### 『『袖付き』の機付長は詩詠う』の登場人物
マヌエラ
第1話、第4話、第9話に登場。レウルーラに乗艦するネオ・ジオンの年配女性整備兵。フロンタル親衛隊であるセルジ少尉のギラ・ズールの機付長を担当する。セルジ少尉が戦死した後に彼の遺品の整理をおこなう。
ジオン国防大学出身で一年戦争開戦前からザクの開発に関わっていた技術者である。ミゼンという研究者を夫に持っていたが一年戦争時にペキンの地方大学に在住していた際にジオン軍の襲撃を受けて死亡。夫を殺害したのはマヌエラ自身が整備を行ったザク部隊であった。
ネオ・ジオングの整備にも関わるが、パラオにて同機の調整後に整備兵を引退。かつて夫と暮らしていたグラナダのアパートへ帰宅する。
ジェトロ
第2話、第9話に登場。小惑星パラオに駐屯するネオ・ジオンMS整備兵。ザミュ、テルス両名のドライセンの機付長を担当する。テルス大尉の夫。
元々は整備兵ではなく、ネオ・ジオンの強化人間関連の技術者であり、8年前にテルスの強化に失敗。彼女の記憶の改ざんを行わざる得なくなった贖罪から彼女の夫になり、機付長として付き添うこととなる。元々畑違いのためか、整備がまともにできるのはテルスの強化実験の際に使用していたドライセンだけである。
ネェル・アーガマ隊のパラオ襲撃に巻き込まれるが、生還。その後もパラオにて新米パイロットの訓練を補佐する。
ザミュ・サミュ
第2話に登場。小惑星パラオに駐屯するネオ・ジオンMSベテランパイロット。階級は大尉。乗機はドライセン。ドライセンに対してかなりの愛着を持っており、本来大気圏内用の装備であるトライ・ブレードをオプションとして装備。宇宙空間における戦闘で使いこなし、模擬戦でテルスを倒している。
ジェトロ、テルスとは8年近く前からの知り合いであり、ジェトロのテルス強化失敗の件にその場に居合わせている。テルスが元々ジェトロへの好意を持っていた事を知っているが、あえてジェトロにその真実を明かしていない。
模擬戦の直後、ガランシェールに配備されるはずのビーム・ガトリングガンが反対側の14番ゲートに運ばれた事を不審に思い、ネェル・アーガマ隊のパラオ襲撃の際、あえてテルスと分かれて別方向から発進。ユニコーンガンダムに出会わないよう祈りつつ愛機で迎撃に出る。アニメ版においてパラオより脱出するバナージのユニコーンガンダムと真っ先に交戦し、撃破され戦死。第4話においてジェトロ、テルスの住まいに破損した彼のヘルメットが置かれているのが確認できる。
『ラスト・サン』ではビランチャと共にパラオ宙域で暴れていたはぐれ残党の機体と交戦。彼ら相手に慣れないギラ・ズールで応戦するバトを援護する。自身が撃破したドライセンのパイロットについては「ジオン愛が深くていい奴等」と報告している。
また、1人でいる事が多いルガーをパーティーに誘おうとするなど、年長者としての心配りが多く見受けられる。
テルス
第2話、第9話に登場。小惑星パラオに駐屯するネオ・ジオンMS女性パイロット。階級は大尉。乗機はドライセン。ジェトロの妻。
ギルボア・サント一家と家族ぐるみで付き合いがあり、料理を習いにいっているが味はよくないらしく、食したジェトロがまずさに悶絶するレベルである。
8年前にジェトロが関わっている強化人間の計画に参加し、失敗して廃人になりかけた過去を持つ。自我を安定させる為に別人格としての刷り込みが行われ、その後ジェトロに対して懐いた為、今の関係にある。しかし、実は元々ジェトロに好意を持っていたらしく、強化処置を志望したのはジェトロの為である。
ネェル・アーガマ隊のパラオ襲撃に巻き込まれ、愛機で迎撃に出る。生還を果たすが精神の問題からパイロットを続けるのが難しくなり、パラオの自宅で療養している。
アヴリル・ゼック
第3話より登場。ネオ・ジオンのMSパイロット。階級は中尉。搭乗機はゼー・ズール。地上のジオン残党軍であるヨンム・カークスの部隊に増援として派遣される。
苛烈かつプライドの高い性格で、当初はカークス隊の下士官らに高圧的な態度を取る。パラオでの水中戦シミュレーション訓練の成績は優秀であるが、ダカール襲撃時に迎撃に現れた水中型ガンダムとアクア・ジムの部隊との戦闘では、シミュレーションと実際の水中の違いに苦戦を強いられる。しかし、僚機のテッセラからのアドバイスによって撃破に成功。カークス隊の隊員とも打ち解ける。
その後、他のジオン残党軍部隊と共にトリントン基地襲撃に参加。アニメ版では基地内への攻撃中に迎撃に出撃してきたバイアラン・カスタム1号機と交戦。中破したゾゴッグからヒートサーベルを借用し接近戦を挑むが、逆に乗機の両腕をビームサーベルで両断されて戦闘不能に追い込まれる。同作品第3話の冒頭及び『星月の欠片』第3話の冒頭でも交戦する姿が描かれている。
クイントの支援でトリントンより離脱後、カークス隊の秘密基地に帰還するが、同基地が海賊の襲撃を受け、修復されたゼー・ズールで迎撃戦を行う。その際、皮肉にも自身をトリントンで撃退したドナ・スターのバイアラン・カスタムと共闘することになる。その後、海賊達を基地もろともを爆破する作戦を成功させ、脱出していた仲間たちと合流を遂げる。
テッセラ・マッセラ
第3話より登場。ジオン残党軍のカークス隊に所属するMSパイロット。階級は中尉。
当初は隻腕のズゴックEに搭乗していたが、アヴリルらが補給物資として届けたゼー・ズールに乗り換える。
冷静な性格でアヴリルから暴言同然の言葉を受けても表情を崩さないが、彼の身を案じる優しさも垣間見せる。また、相手を「○○殿」と呼ぶ癖を持つ。
アヴリルとコンビを組んで戦闘に参加。ゼー・ズールに乗り換えての初の戦闘になるダカール襲撃では初めての水中においての戦闘に苦戦するアヴリルに的確なアドバイスを与えつつ、連携プレーで連邦軍の水中MS部隊を次々に撃破し、作戦を成功させる。
その後、他のジオン残党軍部隊と共にトリントン基地襲撃に参加。アニメ版では基地内への攻撃中に迎撃に出撃してきたバイアラン・カスタム1号機と交戦。アヴリル機が大破した直後にビーム・マシンガンによる砲撃を行うが、自由に飛翔できるバイアランには全く命中せず、アイアン・ネイルによる近接戦を敢行するも逆に高速での体当たりを受けて基地施設に乗機を叩きつけられ戦闘不能になる。しかし、クイントの支援により腕を負傷しながらも生還。カークス隊の秘密基地へと帰還するが、後に同基地が海賊の襲撃を受け、隻腕のズゴックEでアヴリルらと共に迎撃戦を行う。基地爆破後には友軍と共に無事脱出している。
ペンプティ・ラス
第3話より登場。21歳。ネオ・ジオンのMS整備兵。階級は曹長。アヴリルらと共に地上のジオン残党軍であるヨンム・カークスの部隊に増援として派遣され、補給として届けられた新型機である2機のゼー・ズールの機付長を担当する。
カークス隊の旧ジオン軍水中MS群を見てはしゃぐなど呑気な言動が目立つが、一方で片腕を酷使する癖を持っていたテッセラに合わせて即調整を合わせるなど、整備兵としては非凡な才能を持つ。また、言動が過激なアヴリルのフォローも務めており、シンコからは同情される。
カークス隊の秘密基地に駐在していたが海賊の襲撃を受け、クイントの策を実行する為にMSの整備や潜水艦への物資積載、基地への爆薬設置などを担当する。基地爆破後には友軍と共に潜水艦で脱出している。
ミゼン
第4話に登場。ジオン出身の生物学研究員でマヌエラの夫。妻の仕事には理解を示していたが、所属していたグラナダの研究所が軍事方面へシフトした為、研究を続けるためにマヌエラと別居して地球へ降りる。一年戦争開戦時には北京の研究所に在籍しているが、ジオン軍の第三次降下作戦による攻撃に巻き込まれ死亡。彼を死に追いやったザク部隊は、皮肉にもマヌエラが調整したものであった。
シンコ
第5話より登場。袖付きのガランシェール隊に属する整備兵でトムラの部下。過積載でクレーンを倒しかけるなど、雑な面があるが整備の腕は決して悪くなく、トムラから信頼されているようである。クレーンを倒しかけた一件でクイントからは手厳しい評価を受けるが、その後の会話では武装を「お守り」と表現する感性を「粋だな」と評されている。ガランシェールに配備されているギラ・ズールの機付長であり、アニメ版においてガルダへの奇襲の際、スキウレ砲などの重装備をギラ・ズールに施したのは彼である。
ガランシェール隊がネェル・アーガマと合流して以降は連邦軍の機体整備を担当しており、最終話でビランチャ中尉が救助したリゼルは彼が整備したものである。
クイント
第5話より登場。ジオン残党軍、カークス隊に所属する女性士官。階級は中尉。ガランシェール隊への物資輸送を担当する。ザク・デザートタイプを操縦するが、8年前の第一次ネオ・ジオン抗争時に戦傷を負い、もはや簡単な操縦程度しかできずMSパイロット生命はほとんど断たれていると語る。しかし、トリントン基地襲撃後には出撃しており、アヴリルら残存部隊を回収した事が示唆されている。その後、カークス隊基地へ帰還するが、同基地が海賊に襲撃された為、迎撃の指揮を取る事になる。迎撃戦ではトリントン基地のバイアラン・カスタムを利用したり、海賊内に間者を仕込むなど策士としての一面を見せ、自機でも多数の敵機を撃破する活躍を見せる。最終的に海賊達を基地もろとも爆破する作戦を成功に導き、友軍と共に潜水艦で脱出する。
ゼクスト・アーデ
第6話より登場。パラオに駐在するフル・フロンタル親衛隊に所属するMSパイロット。階級は少尉。上司のアンジェロに強い忠誠心を持っており、彼自身もアンジェロから「似たものを感じる」と評され、信頼されている。アンジェロよりローゼン・ズールの最終調整を任され、スポッターと共にその任務をこなす。そのさなかでメシカの起こしたクラーケ・ズール強奪未遂に対応するため、ローゼン・ズールで訓練と称して出撃、強盗団を殲滅する。
生真面目な性格のためスポッターの言動には多少の不満を抱くが、メシカの一件で彼の軟派な態度の影に隠された真意に気付き、打ち解ける。
アニメ版でのネェル・アーガマとの最終決戦ではヤクト・ドーガを操縦して出撃。無事生き延びたとされる。
スポッター・シス
第6話より登場。階級は少尉。29歳。パラオに駐在するネオ・ジオン、フル・フロンタル親衛隊に所属するMS整備兵。アンジェロよりローゼン・ズールの最終調整をゼクストと共に任され、機付長を担当する。軟派な性格でテンガロンハットやネックレスなどのアクセサリーをつけるなど整備仕事でも容姿に気を使う。一方で、取り除くように言われていたローゼン・ズールのサイコミュ運用データを消去せずゼクストのギラ・ズールに反映したり、ゼクストの生真面目な性格を利用して訓練という名目でローゼン・ズールを出撃させるなど、気が効く面もある。過去にMSの操縦経験もあり、MSの強奪をたくらむ整備士見習いのメシカの恫喝によってやむなくクラーケ・ズールの操縦を行うことになる。彼女に銃を突きつけられながらも怒りの表情を見せることは無く、彼女の謝罪を受けた際には笑って許す器の広さも見せている。
第一次ネオ・ジオン抗争より整備士をしており、マシュマー・セロのハンマ・ハンマの整備を担当していたことが示唆されている。
その後、マヌエラ、ジューリらと共にネオ・ジオングの整備に尽力する。
メシカ
第6話に登場。ネオ・ジオンの女性整備士見習い。パラオの住民で家族を養うためにMS整備員の仕事に就いたとされるが、実際は家族を養う金銭に困っていたところを強盗団にそそのかされ、MSの強奪を手伝うために潜り込む。スポッターを拳銃で恫喝し、駐機していたクラーケ・ズールをスポッターに操縦させて強奪するも、MSで武装していた強盗団が機体の譲渡後に自分たちを抹殺する気でいることをスポッターに諭され、狼狽。後に駆け付けたゼクストとスポッターの活躍によって強盗団は始末され、強奪騒ぎも訓練であったことに隠蔽された後、彼女は整備兵として引き続き登用される。
ビランチャ・ベーア
最終話に登場。パラオに駐在するネオ・ジオンのベテランMSパイロット。階級は中尉。愛機はシュツルム・ガルス。パラオでは新兵訓練を主に担当しており、その豪快な性格と操縦から新人らを驚かせている。ジェトロ、テルス、ザミュらも戦闘訓練において世話になっていることが語られている。
ネェル・アーガマとの最終決戦にも出撃。アニメ版においてシュツルム・ガルスで出撃して僚機と共にネェル・アーガマに取りつき、ジェガン1機とネェル・アーガマ側についていたギラ・ズールを格闘戦にて行動不能に追い込むとカタパルトハッチを破壊して内部に侵入し、破壊工作を行おうとするが、直後にコンロイの駆るジェガンと戦闘になり、そのさなかにバナージがユニコーンガンダムより射出したブースターの直撃を受けて吹き飛ばされてしまう。
ブースターによる一撃で失神し、気が付いた時には戦場を離れてしまっており、内蔵式の長距離推進装置が皆無であるシュツルム・ガルスでは帰還することもできなくなってしまう。ちょうど漂流していたネェル・アーガマ所属のリゼルを見つけ、自らのことも顧みず、近くにあった自機を吹き飛ばしたブースターのパーツを利用して救助する。その後、自身は漂流を続けていたが、我慢できずに救助に駆け付けたジューリおよびレッダーによって救助され、生還を果たす。
『ラスト・サン』では、宇宙世紀0096年1月1日にザミュと共にパラオ宙域で活動している。親衛隊のバト・パンセリノスは彼の教え子で、慣れないギラ・ズールで四苦八苦していた彼からは若干怖がられている。
ジューリ
最終話に登場。パラオに駐在するネオ・ジオンの女性MS整備兵。整備作業時には常にゴーグルのようなものを身につけているのが特徴。ビランチャのシュツルム・ガルスの機付長を担当し、ネオ・ジオングの整備も担当する。常に完璧な整備を行うことからビランチャから絶大な信頼を得ており、自身もビランチャを慕っている。ネェル・アーガマとの決戦前に推進器を外装に頼るシュツルム・ガルスの特性からビランチャが戻ってこなくなることを恐れ、機体が不調であると嘘をつき出撃を取りやめさせようとする。結局、意図を見破られ、必ず帰還するとのビランチャの言葉を聞いて渋々送り出す。その後、ビランチャの機体が戦場から弾き飛ばされて帰還不能になると我慢できずにズサ・ブースターに搭乗して出撃。漂流するビランチャ機を発見し救助する。
レッダー
最終話に登場。ネオ・ジオンの新米MSパイロット。階級は少尉。パイロットを降りたテルスのドライセンに搭乗する。パラオにてビランチャよりMS操縦の訓練を受けるが、その過激な方法に翻弄される。最終決戦時にはビランチャ救出に向かったジューリのズサ・ブースターに随伴、二人の再会を見届けている。

#### 『星月の欠片』の登場人物
リーチェル・チャパドー
全編に登場する同作品の語り部。テレビ番組『E.F.F. 星月の欠片』のMC。25歳、女性。番組で語られたパイロット達の真実の姿を誰ともなく語る。番組内では非常に明るいが、オフレコのインタビューの際には非常に厭世的で皮肉屋な面がある。
ドゥーエ・イスナーン
第1話に登場。要人警護・補給部隊護衛を行うアイリッシュ級「オアシス」所属のMS隊隊長。階級は大尉。40歳。搭乗機はジムIII。一年戦争（当時24歳・少尉、搭乗機はジム）からの軍歴を持つベテランパイロットだが、実際は僚機が撃破された瞬間に離脱する事で生き延びてきた。自身の臆病を自覚しながらも仲間を守り、助ける事が出来る補給部隊任務に誇りをもっている。戦闘はともかく、機動制御などパイロットとしての腕前は一流。
宇宙世紀0095年、パトロール中にジオン残党による民間シャトル拿捕に遭遇。パージしたミサイルポッドを即席照明弾として利用し、味方が到着するまでの時間稼ぎをおこなう。近辺でテスト中だったスターク・ジェガンの介入によって事件は解決するが、機密に関わる機体だったためかオアシス隊の手柄としてメディアに流された。ドゥーエ達も取材を受けるが、まさか自分が取材を受けるとは思わなかったのか、取材写真では彼だけが緊張していた。
第1話終盤や『UC』小説版およびアニメ版では、ネェル・アーガマへの補給と捕虜移送の任務に就くコロンブス改級輸送艦「アラスカ」の護衛を務める「オアシス」のジムIIIの1機に搭乗している。
『ラスト・サン』ではダニーやオアシス隊と共に式典艦「アンヴァル」の護衛にあたるが、一年戦争時に自身に恐怖を植え付けた『青銅の怨声』、エミコ・ジェラードの襲来に委縮しつつも奮闘。しかし突如乱入してきたフェネクスとの戦いでダニー共々苦戦を強いられる羽目になってしまう。
ダニー・セケンド
第1話に登場。「オアシス隊」所属のMS隊新任パイロット（少尉・22歳）。搭乗機はジムIII。エースに憧れる若者でドゥーエを尊敬している。宇宙世紀0095年の事件では先走って敵に囲まれてしまう。
第1話終盤や『UC』小説版およびアニメ版では、ネェル・アーガマへの補給と捕虜移送の任務に就くコロンブス改級輸送艦「アラスカ」の護衛を務める「オアシス」のジムIIIの1機に搭乗する。
アルバ・メルクルディ
第2話に登場。宇宙世紀0094年、連邦軍からアナハイム・エレクトロニクスに出向したテストパイロット。階級は中尉。28歳。プロト・スタークジェガンの運用テストを兼ねた任務で、南米に降りる。そこで静かに暮らす元ジオン兵の村とそれらの村を荒らす無法集団「バーブレス」に遭遇する。
第2話ラストでは、プロト・スタークジェガンのコ・パイロットとしてパラオ攻略作戦に参加しているシーンが描かれている。
ドリット・ドライ
第2話に登場。ジオン残党の開いた僻地の村に住む若者（宇宙世紀0094年時、およそ20歳前後）。一年戦争で親を亡くした戦災孤児だが元ジオン軍人の義父に育てられた。義父と共に村を開いた軍人の訓練を受けてザクの操縦をするなどパイロット技術は高い。負傷したメルツに代わってプロト・スタークジェガンの操縦を担当する（アルバは火器管制）。
事件後、アルバの推薦を受けて連邦軍に入隊、少尉となる。第2話ラストでプロト・スタークジェガンのパイロットとしてパラオ攻略作戦に参加しているシーンが描かれている。
メルツ・マーレス
第2話に登場。いかつい大男であるが、アナハイム・エレクトロニクスに所属するエンジニア（25歳）。プロト・スタークジェガンに関しては各種システムと戦闘時のダメージに対するフェイルセーフにも精通している。
ドリットの尋問中にハブに咬まれて負傷するも、戦闘中に意識を回復、ダメージからのリカバリー方法を示す。ジオン残党に対してはある種の偏見を持っているが、ドリットの話を聞いてからは宇宙へ上がった彼の代わりに村の面倒を看ており、第2話ラストでは子供たちからも「大きすぎるお兄ちゃん」と慕われている。
ディエス・ロビン / ドナ・スター
第3話に登場。地球連邦軍トリントン湾岸基地のMS整備兵。階級は軍曹（『アクロス・ザ・スカイ』より）。33歳。同基地において旧式機のMS技術試験計画を立案、実行している。
ディエス・ロビンという名前は仮名であり、正体は元ティターンズのMSパイロット、ドナ・スター中尉。バイアランを駆るエースパイロットであったが、命令違反を犯して連邦軍高官らを救った過去があり、その件で上官のゼフテラの計らいで死亡扱いにされて名前を変え、連邦軍整備兵として身をひそめる。ティターンズ当時から堅物で通っているが、「空を飛ぶこと」には執着をもち、サブフライトシステムや可変機構に頼らずに飛行可能なバイアランには愛着がある。
ネオ・ジオン残党軍のトリントン基地襲撃に対して技術試験計画に使用していたバイアラン・カスタム1号機を駆り、迎撃に参加する。
アニメ版『UC』にも1カットのみ登場している（下方からのカメラアングルかつ上を見上げていたため、顎のみで顔は映らない）。多数の残党軍MSを撃破し、ヨンム・カークスの駆るザクI・スナイパータイプに狙撃されて中破しながらも戦闘を続ける。
その後の動向は『『袖付き』の機付長は詩詠う』にて描かれている。トリントン基地にてバイアラン・カスタムのパイロットを続けており、海賊に襲撃されるジオン残党部隊の信号を受けてビアと共に現場に駆け付け、攻撃を仕掛けてきた海賊側のMSやガウ攻撃空母を撃墜した。その際、皮肉にも自身が撃墜したアヴリルと共闘することになる。
本編の2年前を描いた『アクロス・ザ・スカイ』にも登場しており、旧ティターンズのMSを多数保管していた巨大倉庫「デビルズ・ネスト」の戦いで基地内に保管されていたバイアランを鹵獲、施設を攻撃するフレスベルグ隊、レイヴン隊とも共闘している。
ビア・キャトリエム
第3話に登場。地球連邦軍トリントン湾岸基地のMSパイロット。階級は中尉。28歳。同基地におけるMS技術試験計画のテストパイロットとして計画に参加。愛機はジムIIでサブフライトシステムの飛行時間は同基地のパイロット内で最長。
ネオ・ジオン残党軍のトリントン湾岸基地襲撃に対して愛機であるジムIIが出撃前に撃破されてしまった為、技術試験計画に使用していたバイアラン・カスタムを使用しようと格納庫に駆けつけるが、先にディエスが出撃の準備を整えており、前日に上官のゼフテラからディエスの正体を聞かされていた為、稼働可能な1号機はディエスに譲り、自身は未完成の2号機に搭乗。格納庫前のザク・マリナーの1機に向けて砲撃し、撃破に成功しながらも機体はエラーを起こして機能を停止。そのまま、格納庫で出撃するディエスの1号機を見送る。
その後の動向は『『袖付き』の機付長は詩詠う』にて描かれている。トリントン基地にて戦闘可能になったバイアラン・カスタム2号機のパイロットを担当、海賊に襲撃されるジオン残党部隊の信号を受けてドナと共に現場に駆け付け、攻撃を仕掛けてきた海賊側のMSやガウ攻撃空母を撃墜する。
ゼフテラ・ベルク / セラテラ・ベルク
第3話に登場。地球連邦軍トリントン湾岸基地に属する軍人。階級は中佐。55歳。ディエスの立案したMS技術試験計画の計画責任者。元ティターンズの将兵でグリプス戦役後にトリントン湾岸基地に左遷される。
ディエス（ドナ）のティターンズ時代の上官でもあり、彼が命令違反を起こした際に死亡扱いにして匿う。
一杯煽っただけでダウンしてしまうほど酒に弱く、前述のディエスの過去を酔いに任せてビアに喋ってしまっている。この際に基地司令のプライベートに関する事柄も漏らしており、基地襲撃時にオープンチャンネルの通信で基地全体にビアが暴露してしまう。
マイオス・ホーデン
第4話に登場。高高度超巨大輸送機「ガルダ」所属のMS小隊隊長。階級は大尉。39歳。搭乗機はアンクシャ。元は戦闘機乗りで飛行型可変機、アッシマーの搭乗経験も持つ。
職務の傍ら、かつて部下を見捨てて逃亡した元・上官で現・武器商人「ジョムア・ビエル」を探し続ける。ジョムアの消息を突き止めると戦没機扱いに偽装して秘匿していたアッシマーで襲撃する。問答無用でジョムアを葬ろうとしたが、自身を尊敬し慕ってくれる部下がいることに気づく。
宇宙世紀0087年、ジョムアはジャブロー防空隊司令でありながら、ティターンズが仕掛けた核の情報を知った際に部下を放置して逃げ出す。それによって司令部含め、マイオスの直属の「ゾーイ・モロゾフ（少尉・18歳）」や基地内に待機していた隊員が逃げ遅れて死亡している。
ビーナ・スンレン
第4話に登場。高高度超巨大輸送機「ガルダ」所属のMS小隊隊員。階級は中尉。28歳。搭乗機はアンクシャ。元は戦闘機乗りで飛行型可変機、ギャプランの搭乗経験も持つ。
マイオスと共にかつての上官であったジョムアを追い詰めるべく戦没機扱いに偽装して秘匿していたギャプランで行動を共にする。
カーム・フライターク
第4話に登場。高高度超巨大輸送機「ガルダ」所属のMS小隊隊員（20歳）。搭乗機はアンクシャ。宇宙育ちでガルダ配属で初めて地球に降りる。重力下での飛行は未熟ではあるが、マイオスに課せられた特別訓練を地道にこなし、隊長であるマイオスを純粋に慕う心で彼を救う。マイオスたちがジョムアを追いつめた現場に居合わせ、反撃してきたドライセンを見事な操縦で撃破している。
ロウ・ホイアン
第5話に登場。ロンド・ベル隊に所属する整備兵（36歳）。宇宙世紀0087年（当時27歳）、ジャブローにて整備中の機体コックピット内で発見した拾得物を切っ掛けにMSパイロット「ジュン・ビオレッタ」と文通をはじめる。ジュンからお礼として贈られた万年筆を愛用している。
ジュン・ビオレッタ
第5話に登場。地球連邦軍旗艦ゼネラル・レビルのMS隊に所属するMSパイロットで小隊長。階級は中尉。搭乗機はリゼル。33歳。一年戦争（当時16歳）、ジオンの攻撃で夫と娘を失ったことを切っ掛けに連邦軍に入隊。MSパイロットとなって以降、ただひたすらに戦い続ける。
宇宙世紀0087年（24歳・曹長）、軍に戻した機体内に忘れた娘の形見であるペンダントを郵送してもらいお礼を贈ったことを切っ掛けに、整備員「ロウ・ホイアン」との文通をはじめる。ジオン残党を追って地上・宇宙を転戦し、ドゥーエやアルバとも隊を組んだ事がある。自身を顧みない戦い方は周囲からも危ぶまれるが、ロウとの交流を経て家族の分まで生きていく事を決意する。
作中ではジム、ジムキャノン、ジムII（ドゥーエも搭乗）、ガンキャノン・ディテクター（アルバも搭乗）など多くの機体を乗り継いでいる。
エンデ・アベニール
第6話に登場。地球連邦軍ラプターブルー隊に所属するMSパイロット。階級は中尉。28歳。搭乗機は胴をブルーに塗装したジムII。一年戦争（当時11歳）の時、「ガンダム」にジオンの攻撃から救われた事を切っ掛けに「ガンダムに乗ること」を目標に軍人を志すが、その願いは叶うことなく無聊をかこっている。
宇宙世紀0095年。工業コロニー・インダストリアル7のアナハイム工専実習場の警備任務に就いていた際、実習生の教材として乗機のメンテナンスを行うが、頭部センサーの分解整備中にジオン共和国の右翼団体「風の会」の襲撃を受ける。最後の手段としてコックピットを開放した状態での有視界戦闘を敢行しようとするが、実習生たちが持ち込んだ実習用のレプリカ・ガンダムヘッドを接続して戦う。
その後、ラプターブルー隊の解散後ロンド・ベルに移籍。リゼルのパイロットとしてラプラス紛争に参加する。
ユーディン・トーパナム
第6話に登場。地球連邦軍ラプターブルー隊に所属するMSパイロット。階級は中尉。28歳。搭乗機は胴をブルーに塗装したジムII。ジオン共和国の右翼団体「風の会」の襲撃を受けた際には多勢に無勢であったことと施設内の民間人が退避する時間を稼ぐため武装解除する。
フィナル・カウントレス
第6話に登場。アナハイム工専3年の実習生。戦争には関わらないMSを作ることを目指している。ジオン共和国の右翼団体「風の会」の襲撃を受けた際に出撃しようとするエンデのジムIIに実習用のレプリカ・ガンダムヘッドを接続した。

### その他の人物
アムロ・レイ、シャア・アズナブル、ララァ・スン
声 - 古谷徹（アムロ）、池田秀一（シャア）、潘恵子（ララァ）
アニメ版にのみ登場。ユニコーンの「ソフトチェストタッチ」によってバナージの“暖かな光”を注ぎ込まれるも、それを否定し受け入れないフロンタルの前に思念として現れ、彼に安息を促しバナージを助ける。その助けによりフロンタルは、バナージがユニコーンを通して放つ“暖かな光”を受け入れ、ネオ・ジオングと共にフロンタルの中に宿ったシャアの残留思念が浄化されると、フロンタルの中にあった自身の“落とし物”を回収して、バナージに未来を託す最期の言葉を残し宇宙へと消えていく。
『逆襲のシャア』で消息を絶った人が出てくるというシーンについて福井は「“死んだから出てきた”とは限らない。生き霊かもしれない」と語っており、視聴者へ解釈の幅を残したかったとのことである。

## 登場兵器
RX-0 ユニコーンガンダム
主人公の少年バナージ・リンクスが搭乗する、「ラプラスの箱」の“鍵”になると言われる白いモビルスーツ。通常時はユニコーンを模した姿だが、敵ニュータイプを感知することでガンダムタイプの姿に変形する。特定ポイントで条件を満たすことで、「ラプラスの箱」へと導く仕様となっている。
MSN-06S シナンジュ
「赤い彗星の再来」と渾名されるネオ・ジオン残党軍の首魁フル・フロンタルが操縦する、ネオ・ジオン残党軍を率いる赤いフラッグシップ機。『UC』本編の作中において、ユニコーンガンダムのカウンターパート的役割を務める。

上記の他は

## 組織
ロンド・ベル
連邦宇宙軍の独立機動艦隊。司令はブライト・ノア。特定の管轄地域を持たない有事即応の部隊で、命令系統も通常の部隊とは異にしている。その最大の目的はジオン残党（ネオ・ジオン）の排除。表沙汰に出来ない事件に関わった者たちの受け入れ先と言った場所でもあった。
エコーズ (ECOAS)
「地球連邦軍特殊作戦群」とも呼ばれる。ネオ・ジオン残党の摘発・掃討を任務として「シャアの反乱」（0093年）直後に発足する。部隊名は "Earth COlony ASteroid"（地球、コロニー、小惑星）の略であり、「作戦場所を問わず」という部隊の信条をあらわす。軍務から警察権までカバーする、広範にわたる活動が特権的に保障され、公安調査の権限も限定的に与えられている。ただし、ティターンズやロンド・ベルのような独自権限は有さず、軍上層部の命令でのみ動き、汚れ仕事が大半なためその存在は公にされていない。詳細は連邦軍内部でも秘匿されており、部隊の総数も不明であるが、基本的には1部隊で任務を遂行する。部隊の特殊性から歩兵を中心として構成されるが、戦局や作戦によってはMSも運用する。
手段を選ばない情報収集や拉致・暗殺が嫌悪され、連邦軍一般部隊からの評判は悪く、侮蔑や畏怖の対象になっている。部隊発足直後のコロニー「スウィートウォーター」でのテロ集団暗殺任務の際、結果的に33人の子供を死なせており、これを要因に「人狩り部隊（マンハンター）」の異名で呼ばれ敬遠されている（このため、同名の連邦政府内の警察機構とは関係がない）。
漫画版『機動戦士ガンダムNT』の「過去編」では0075年にすでに同隊が存在しており、サイド3のコロニー貨物船労働協会会長ボナヴェント・トゥッチ暗殺のため6名で邸宅に侵入するが、情報提供者として同行するも造反したラソイオ（一般人だが軍隊の経験あり）によって全員が次々に殺害されるという不名誉な結果に終わっている。
シェザール隊（猟人隊）
原作小説版の11巻『不死鳥狩り』に登場。フェネクス捜索の特務部隊。フェネクスを速やかに捕獲するか無力化する事を任務としている。フェネクスが起こした事件は半年前だが、ネオ・ジオンがダカールで事件を起こした途端に編制され、隊員達はダカール事件から3日後に着任している。部隊員は隊長以下6名、ヨナを除き各隊から中堅どころが集められており、原隊に戻れば希少なスタークジェガンを預けられることが多いSランクのパイロット達である。隊員は海ヘビを装備したRGM-89S《スタークジェガン》に搭乗、イアゴの乗る隊長機は大型のスナイパーライフルを装備している。
アニメ版では設定が変更され、映画『機動戦士ガンダムNT』に登場する。
袖付き（そでつき）
本作品におけるネオ・ジオン残党軍の通称。使用するMSに襟や袖状のエングレービングが施されているため、連邦などからは「袖付き」と呼称されている。この装飾の理由は、第二次ネオ・ジオン抗争後、雑多な勢力の寄り合い所帯となった軍をまとめるための意匠であったとされる。所属する当事者たちは、この呼称を蔑称と捉えている者が多く、基本的には用いない。
第二次ネオ・ジオン抗争の後、廃墟同然の資源小惑星で朽ち果てようとしていたネオ・ジオン軍の残党をフル・フロンタルがまとめ上げた。
軍事組織と呼べる程度の規模はあるが懐事情は厳しく、戦力は最新型の機体と旧式の機体が混在している。
アニメ版では組織規模が縮小されており、「極小の戦力しか保有していない事実上のテロリスト集団」となっている。
ジオン残党軍
「袖付き」に加わらず、地球で独自に活動を続ける残党軍。
困窮の度合いは「袖付き」以上で、まともな軍事行動を行うことは難しく、一年戦争時の機体すら現役で運用されている。また、拠点についても同様で、地上戦の際に廃棄されて久しい連邦軍の艦や施設の残骸すら運用されている。
所属者には現地で家族を得るなど、半ば地球に帰化している者も存在する。
シンブ基地隊
ニューギニアを拠点とするジオン残党軍。司令はヨンム・カークス少佐。『バンデシネ』ではキャンドルが隊長を務めている。
南太平洋最大のジオン残党軍と評されていたが実態は有名無実で、MSを数年も動かしていないなど活動はほとんど行っていなかった。
シャンブロによるダカール襲撃で連邦軍の警戒が強化された結果、破棄した旧式MSを生贄として遁走せざるを得ない状況へと陥っていたが、ガランシェール隊の要請に応じて決起し、トリントン基地襲撃に参加する。基地の守備隊に壊滅的な打撃を与え、ユニコーンガンダムの奪取という作戦目標も達成したが、それと引き換えにカークス以下参加メンバーの多数が戦死し、ほぼ全滅した。『バンデシネ』ではキャンドルは生き延び、6機以上の残存機体が撤退している。
ビスト財団
サイアム・ビストが興した巨大財閥。表向きは、地球の芸術品などの文化資産を環境の安定しているコロニーへ移送することを目的とした財団であるが、「ラプラスの箱」を秘匿することで得た多大な影響力によって連邦上層部との深い繋がりを持ち、アナハイム社を実質的に支配するなど、非常に強大な力を持つ。
アナハイム・エレクトロニクス
地球圏最大規模のコングロマリット。グリプス戦役ではエゥーゴの出資母体として資金・技術・戦艦・MSを供与した。本作品ではビスト財団から影響を受けつつも、箱の扱いに関してはマーサの意向などもあり、財団と対立する。連邦軍とネオ・ジオン軍双方にMSを供与しており、文字通り「死の商人」となっている。
風の会
原作小説に登場。ジオン共和国内部の右翼団体。国防大臣モナハン・バハロからの出資を受け、旧ジオン体制の復興を目論む。
会員数は1千人から1万人とも言われており、決起の時に備えて遠洋航海の護衛任務に優先的に配備されている。
本作のOVA版には登場しないが、漫画『星月の欠片』に登場し、また映画『機動戦士ガンダムNT』にも「風の会」という名称こそ登場しないものの、モナハンに従うジオン共和国軍として登場する。
ルオ商会
グリプス戦役の際、エゥーゴやカラバの活動に協力したニューホンコンの企業。
戦役から10年近くを経てエゥーゴが解散した宇宙世紀0096年現在でも、元エゥーゴ所属者やそのシンパの要請に応えて協力することがある。ビスト財団とは敵対関係。

## ラプラス事変
アニメ版『機動戦士ガンダムUC』において描かれた一連の事件に対してつけられた呼称。「事変」は小規模の軍事衝突や紛争を意味する。
なお、小説版『UC』ではアニメ版とは展開・結末が異なるため、別途「ラプラス戦争」という呼称が登場する。

### その後の影響
宇宙世紀0096年5月4日に、ミネバ・ザビによって地球圏全域へ放送、公開された「ラプラスの箱」の正体――宇宙世紀憲章のオリジナルは、「ラプラス宣言」として短い期間は人々の耳目を集めている。しかし多くの人々にとって、それは過去に掲げられた理念にすぎなかったのだろう、世論に決定的な影響は生じることなく、サイアム・ビストの望みは形となることなく終わる。これは一年が経過した宇宙世紀0097年においても同じで、やはり世界の枠組みは大きく変化していない。
しかしながら「箱」を秘匿し、その威光を駆使してきたビスト財団は終焉へ向かうこととなり、同じく「箱」の魔力の庇護下にあったアナハイム・エレクトロニクス社にとっても本騒乱は、宇宙世紀0100年以降に軍需面での力を失っていく一因となっている。
なお、ネオ・ジオン軍残党「袖付き」は、ラプラス事変で散発的に生じた軍事衝突によりMS、艦艇ともにほぼ全ての戦力を損失、加えて指導者であったミネバ・ザビの事実上の離脱と、フル・フロンタルの死亡によって壊滅、組織だったジオン軍残党は火星独立ジオン軍を残すのみとなる。
制作側コメント
福井は本作の位置付けについてインタビューで、「数年後にはジオンっていう国家が解体されて、『F91』や『Ｖ』っていう夢も希望もない未来が待っているわけですから。」、「物語としてそこで主人公たちは一瞬救われるんだけども、世界は救われていない。でも救われていない世界の中でそうやって一度でも自分たちの心を救った主人公たちは、おそらく死ぬまで折れずに生きていけるでしょう、と思えることが、物語の醍醐味だと思うんです。」と回答している。

## OVA

### 概要（OVA）
オリジナルビデオアニメ（OVA）版は、全国映画館でのイベント上映とBD劇場限定版の劇場先行販売、インターネットでの有料配信、BD/DVDの一般販売といった複数の公開形態を短期間で同時進行させる形で展開された。こうした公開形態は映像ソフト商品が売れにくい時代にあって、従来の劇場版作品のように映画館での公開から何か月も経ってからパッケージ化して販売する方法では、顧客に忘れ去られてしまうという判断に基づき、その打開策として試みられた。その試みは成功し、パッケージ販売を中心としたアニメ作品としては大きなヒット作となり、episode 1から7までの全作品がBDの週間ランキングで初登場総合首位を達成した。OVA版全7巻のBD/DVDの累計出荷数は180万枚を超え、映画館でのイベント上映、劇場先行パッケージ販売、ネット配信を同時に行うという新たなビジネススキームを確立した、アニメ業界において記念碑的タイトルとなった。2016年2月時点では、BDとDVDの累計出荷数は190万枚以上と「ガンダムシリーズ」の作品で最高を記録している。シリーズ開始時のキャッチコピーは「― それは、可能性の獣。」。
ストーリーは基本的に原案となる小説版に沿ったものだが、一部登場人物の立ち位置や物語の展開が再構成されている。また、小説版ではマリーダ、ジンネマン、アンジェロの過去として凄惨で過激な戦争の暗部を描いたエピソードが語られるが、アニメ化の際にはより広い年齢層を視聴対象にできるよう、断片的かつ暗喩的な表現に留めている。
小説版では登場しなかったMSの追加や新装備への変更なども行われており、バイアラン・カスタムやシュツルム・ガルスなどの新規機体も登場するうえ、本作品より後年の宇宙世紀を舞台にした未映像化作品『閃光のハサウェイ』からはグスタフ・カールが先行配備された試作型MSとして登場する。また、作品のいわゆるラスボスに当たる機体も、小説版では亡霊のようなオーラをまとったシナンジュだったが、映像化に際してはその亡霊のようなオーラを巨大な機体として具現化したいとの案から、シナンジュをコア・ユニットとするネオ・ジオングが、アニメ版最終章を象徴するオリジナルのサプライズ機体として登場する。
以上のようなアニメ化を鑑みたさまざまな変更により、より広い年齢層、小説の未読者も既読者も共に楽しめるよう再構成されている。これについて、ストーリーを担当した福井は「『1st』で例えると、原作小説が《TVシリーズ》、アニメ版が《劇場版》。そういう関係性だと思ってもらえれば」と述べている。
アニメ化とその経緯
2007年8月18日の「キャラホビ2007 C3×HOBBY」で、MGプラモデル発売告知とともにプロモーション映像が公開、9月26日には書店や量販店などでも公開された。2009年4月、本作品の単行本8巻および『ガンダムエース』2009年6月号にてアニメ化されることが正式発表され、同時に公式プレサイトが開設。当初アニメ化は2009年冬の予定とされていたが、後に2010年春へと変更。アニメ化発表当初は公式サイトなどでメインキャラクターのヴィジュアルとアニメ版主要スタッフの紹介がなされ、媒体・キャストについては未発表であったが、2009年8月21日に各章約60分、全6章のOVAシリーズとして約半年ごとに1章ずつのペースで全国映画館でイベント上映、劇場で映像ソフトを一般販売より先行して数量限定販売、その他にも様々な形式で全世界に商品展開する予定である事を公表した。さらに翌日22日にはイベント『GUNDAM BIG EXPO』にて、主要キャストが発表された。
企画開始当初、シリーズ全6章での完結の予定であったが、2012年5月13日に行われた『GUNDAM LIVE ENTERTAINMENT 機動戦士ガンダムUC FILM&LIVE 2012 Reader's Theater "hand in hand"』において、福井と古橋から、全6章では物語が収まりきれなかったこととシリーズ自体の好評の後押しもあり、各章約60分ほどであった6章までより長尺となる、約90分の最終章1章分を延長した全7章構成になり、その最終章は2014年春に公開されることが発表された。
episode 1 劇場公開
2010年2月20日より全国5都市8会場で2週間劇場公開開始。劇場では先着1万名限定でのBlu-ray Discの先行販売も行われた。また同日よりPS3およびPSPで利用可能なネットワークサービス「PlayStation Store」で3日間視聴のレンタル方式で有料配信された。それに先行して2月2日、300名限定でepisode 1のプレミア完成試写会を開催、2月6日には香港でもプレミア試写会が行われた。
episode 1 BD/DVD発売
DVD・BDは2010年3月12日より全国一般発売開始。この時点では、年間2本ペースでの発売を予定していた。2010年3月22日付けオリコン週間BDランキングで第1巻が約5万6,000枚を売り上げ第1位となり、前週付けランキングで最高記録となった『サマーウォーズ』の5万4,000枚を抜き、当時のアニメ作品最高記録を更新した。BD総合の発売初週売上記録も『マイケル・ジャクソン THIS IS IT』（26.1万枚）に次いで、当時の歴代2位を記録。さらにDVD総合ランキングでも約3万枚で第1位となり、DVDとBD両メディアダブル首位となった。初回出荷はBDが7万5,000枚、DVDが3万5,000枚の計11万枚。2次出荷分も品薄が続き、2010年4月19日付のオリコン週間BDランキングでも0.9万枚を売り上げ、再び総合第1位となった。レンタル版は2010年7月23日よりレンタル開始。
episode 2 劇場公開
2010年10月30日より全国8館で2週間限定劇場公開が開始。劇場限定版BDも5,000セット先行販売、および「HGUC ユニコーンガンダム（デストロイモード） 劇場限定NT-DパールクリアVer.」も劇場限定発売された。また同日よりPlaystation Storeでも有料配信された。
episode 2 BD/DVD発売
2010年11月12日全国一般販売開始。2010年11月22日付けオリコン週間BDランキングで第2巻が前巻を超える8.1万枚を売り上げ第1位を獲得し、ガンダム作品のBDでは史上最高の初動売り上げとなった。またDVDの売り上げを含めると初動枚数は12万枚を突破した。
東京国際アニメフェア2011・第10回東京アニメアワードでは OVA部門作品賞を受賞した。
episode 1・episode 2“Zune”配信
これまで家庭用ゲーム機向けとしては「Playstation Store」でのみ配信されてきたが、これに加えて2011年3月5日よりXbox 360の映像配信サービス「Zune」でも配信されることが決定された。マイクロソフトではこれに合わせXbox.com上にスペシャルサイトを開設した。
episode 3 劇場公開
2011年3月5日より全国10劇場で2週間限定の劇場公開開始。来場者先着順で『機動戦士ガンダムUC バンデシネ』漫画冊子をプレゼント。また「HGUC シナンジュ 劇場限定レッドコメットスパークルVer.」および劇場限定版Blu-rayを限定販売。また「Playstation Store」およびソニープレミアム映像配信サービス「Video On Demand powered by Qriocity」でも有料配信。
episode 3 BD/DVD発売
当初、2011年3月18日発売予定だったが、生産ラインの確保が困難であることを理由に、4月7日に発売予定日が延期された。Blu-ray初週売り上げは8.7万枚。
episode 4 劇場公開
2011年11月12日より全国12劇場で2週間限定の劇場公開開始。来場者先着順で『機動戦士ガンダムUC バンデシネ』漫画冊子をプレゼント。また、「HGUC デルタプラス 劇場限定インナースペースクリアver.」および劇場限定版BDも12,000セット先行販売。「Playstation Store」およびソニープレミアム映像配信サービス「Video On Demand powered by Qriocity」で有料配信。
episode 4 BD/DVD発売
2011年12月2日発売。BDは初週8.97万枚、DVDも初週4.2万枚を売り上げ、オリコン週間ランキングでBD/DVDの2度目の2冠総合首位を獲得した。また、BDは第3巻を上回るシリーズ最高売り上げを記録している。
東京国際アニメフェア2012・第11回東京アニメアワードでは OVA部門優秀作品賞を受賞。2年連続の受賞となった。
episode 5 劇場公開
2012年5月19日に全国12劇場で2週間限定の劇場公開開始。来場者先着順で『機動戦士ガンダムUC バンデシネ』漫画冊子、ガンダムトライエイジ ユニコーンガンダムオリジナルカード、episode 6&7特製ポストカードをプレゼント。また「HGUC ユニコーンガンダム2号機バンシィ（デストロイモード） 劇場限定NT-DクリアVer.」および劇場限定版BDも12,000セット先行販売。「PlayStation Store」「J:COMオンデマンド」「auひかりTVサービス」「MOVIE SPLASH VOD」での先行有料配信も行った。
episode 5 BD/DVD発売
2012年6月8日発売。発売初週にBDが9.9万枚、DVDが4.6万枚を売り上げ、2012年6月18日付オリコン週間ランキングのBD/DVDで共に総合首位を獲得した。これでBDは5作連続首位、DVDは通算3作の首位となる。また、BD初週売上枚数では『トランスフォーマー/ダークサイド・ムーンブルーレイ+DVDセット』を上回ってこの時点での今年最高売上となり、ガンダム関連の最高初週売上げ枚数も更新している。2012年の年間では最終的に12.4万枚を売り上げ、2012年オリコン年間Blu-ray Discランキングでは、年間総合1位を獲得した。本作品のBDの年間での総合1位は5作目にして初となった。
episode 6 劇場公開
2013年3月2日に全国16劇場で2週間限定の劇場公開開始。「HGUC ローゼン・ズール 劇場限定エリートローズガードクリアVer.」およびepisode 6シナリオ&特製生フィルム付き劇場限定版BDを18,000セット先行販売。
episode 6 BD/DVD発売
2013年3月22日発売。発売初週の2013年4月1日付のオリコン週間DVDおよびBD両ランキングでは総合首位を獲得。DVDは初週4.4万枚、BD初回限定版は8.2万枚を売り上げた。また、BD通常版も初週2.2万枚を売り上げ、BD総合4位にランクインした。
episode 7 劇場公開
2014年5月17日より全国35劇場にて、最終章ということでこれまでより期間を延ばし、4週間限定の劇場公開を開始。episode 7本編と併せて、episode 7のプロローグでもある宇宙世紀ダイジェスト『機動戦士ガンダムUC episode EX「百年の孤独」』（構成・脚本：福井晴敏、上映時間：約25分）を同時上映した。
episode 7シナリオ&特製生フィルム付き劇場限定版BDを20,000セット先行販売。それと共に「HGUC ユニコーンガンダム2号機バンシィ・ノルン（デストロイモード） 劇場限定NT-DクリアVer.」「HGUC ジュアッグ（UC Ver.） 劇場限定クリアVer.」「HGUC ユニコーンガンダム（デストロイモード） 劇場限定メッキフレーム/メカニカルクリアVer.」を1週ごとに数量限定販売した。
公開前日の16日夜には、新宿ピカデリーの全スクリーンをジャックした前夜祭イベントも実施された。劇場限定Blu-ray、劇場限定ガンプラ、劇場プログラムが付属する1万5,800円の鑑賞チケットも、全スクリーン分（約2,700席）が完売した。この全スクリーンジャックイベントを記念して、スタッフによる舞台挨拶も全スクリーンで行われた。劇場館内も前夜祭を祝して『貴婦人と一角獣』のレプリカ・タペストリー、フロンタル専用オーリス、首相官邸ラプラスの大型模型、主要キャラクターの額入り肖像画、シリーズの歴代ポスターなどといった様々な展示で彩られ、劇場全体が本作品一色となった。
最終章はepisode EX「百年の孤独」と合計すると上映時間は約2時間ほどとなったこともあり、あくまでイベント上映扱いで興行収入も週間映画ランキングに反映されていなかったepisode 1～6までと異なり、初めて劇場公開映画扱いとしての興行収入を公開した。興行通信社による5月17・18日の「週末全国映画動員ランキングトップ10」では第3位に初登場し、土日2日間の成績は動員9万8,208人、興収1億5,718万2,200円を記録した。全国35館の上映規模としては驚異的な数字で、1スクリーン当たりの興行収入を示すスクリーンアベレージでは、449万920円とランキング中で第1位を獲得。新宿ピカデリーでは動員数6,955人、興行収入1,114万1,400円。大阪ステーションシティシネマでは動員数3,264人、興行収入522万2,400円と、共にオープン以来の作品別日計新記録を樹立した。
またシリーズ完結記念として、上映期間に合わせてテレビ東京・メ〜テレ・MBSの3局にて、episode 1〜episode 6を3週に渡り、地上波にて初放送した。
episode 7 BD/DVD発売
2014年6月6日発売。発売初週のDVDとBDの売上は、それぞれ初週4.1万枚、10万枚（初回限定版）を記録し、2014年6月16日付のオリコン週間DVDランキングとBDランキングで総合首位に初登場した。BDの1作品目から7作連続、DVDはepisode 4から4作連続（通算では5作目）で総合首位を獲得。2008年からのBlu-ray Discランキングの開始以来、アニメ作品の同一タイトルによるDVD＆BD同時総合首位は、本作品を含めて通算12作目で、そのうち5作を本作品が占めることになった。
次の週、2014年6月23日付のオリコン週間DVDおよびBD両ランキングでも2週連続総合1位を獲得。DVDは週間0.7万枚（累積4.8万枚）、BD初回限定版は週間0.9万枚（累計10.9万枚）をそれぞれ売り上げた。アニメ関連の映像作品が2週連続でDVD・BDランキングを同時制覇するのは、2010年8月発売の『ワンピースフィルム ストロングワールド』の「10th Anniversary LIMITED EDITION 【完全初回限定生産】」のDVDとBDが、2010年9月6～13日付で獲得して以来3年9ヶ月ぶり、2作品目の快挙となった。
Amazonでは、DVDとBlu-ray Discを合わせて、2014年に最も売れたアニメ映像ソフトとなった。
Blu-ray Disc初回限定版の特典ディスクには、劇場公開版よりも長尺となる『機動戦士ガンダムUC episode EX「百年の孤独」〈完全版〉』（上映時間：約46分）などが収録されている。
テレビシリーズ化
このOVAシリーズはテレビフォーマットに再構成され、タイトルを『機動戦士ガンダムユニコーン RE:0096』（きどうせんしガンダムユニコーン リ:ダブルオーナインティシックス）と題して、2016年4月3日から地上波全国ネットのテレビシリーズアニメとしても放送された。

### スタッフ
- 企画 - サンライズ
- 原作 - 矢立肇[14]、富野由悠季[14]
- 監督 - 古橋一浩[14]
- ストーリー - 福井晴敏[14]
- 脚本 - むとうやすゆき[14]、福井晴敏（EX）
- オリジナルキャラクターデザイン - 安彦良和
- アニメーションキャラクターデザイン - 高橋久美子[14]
- モビルスーツ原案 - 大河原邦男[14]
- メカニカルデザイン - カトキハジメ[14]、佐山善則[14]、石垣純哉[14]、玄馬宣彦[14]
- メカニカルデザイン協力 - 明貴美加
- ゲストメカデザイン - 常木志伸（episode 5）
- ディスプレイデザイン - 佐山善則、上村秀勝
- 総作画監督 - 高橋久美子、玄馬宣彦、茂木信二郎（episode 5）
- エフェクト作画監督 - SNIPES（episode 2 - 7）、橋本敬史（episode 7）
- 銃器類作画監督 - SNIPES（episode 6）
- コックピット作画監督 - 丹澤学（episode 4 - 7）
- 設定考証・ゲストメカデザイン - 小倉信也
- 設定協力 - 関西リョウジ（episode 4 - 7）
- 音楽 - 澤野弘之
- 音楽プロデューサー - 堀口泰史、外村敬一、眞野昇（episode 1 - 2）、山田智子（episode 4 - 7）
- 音響監督 - 木村絵理子
- 美術監督 - 池田繁美
- 美術設定 - 池田繁美、大久保修一
- 美術ボード - 丸山由紀子
- 色彩設計 - すずきたかこ
- 撮影監督 - 葛山剛士、田中唯
- CGディレクター - 藤江智洋
- CGアニメーションディレクター - 大川威
- 編集 - 今井大介、小守真由美（episode 1）
- エグゼクティブプロデューサー - 宮河恭夫
- 企画プロデューサー - 佐々木新
- プロデューサー - 小形尚弘、桑園裕子、服部保彦、楠千恵子（RE:0096）
- 制作 - サンライズ[14]、メ〜テレ（RE:0096）

### 主題歌
エンディングテーマ
「流星のナミダ」（episode 1）
作詞 - 田中秀典、中山豪次郎 / 作曲 - 中山豪次郎 / 編曲 - 釣俊輔、野村陽一郎 / 歌 - CHiAKi KURiYAMA
「Everlasting」（episode 2）
作詞 - 渡邊亜希子、Kylee / 作曲 - Carlos K.、龍 / 編曲 - Naohisa Taniguchi / 歌 - Kylee
「merry-go-round」（episode 3）
作詞 - 堂珍嘉邦、川畑要 / 作曲・編曲 - UTA / 歌 - CHEMISTRY
「B-Bird」（episode 4）
作詞 - FLAT5th Rico / 作曲・編曲 - 齋藤真也 / 歌 - earthmind
「BROKEN MIRROR」（episode 5）
作詞・作曲・編曲・歌 - BOOM BOOM SATELLITES
英語詞曲であるため、劇場公開時のエンドロールでは英語歌詞と日本語訳の歌詞が字幕表示された。
「RE:I AM」（episode 6）
作詞・作曲・編曲 - Hiroyuki Sawano / 歌 - Aimer
「StarRingChild」（episode 7）
作詞・作曲・編曲 - Hiroyuki Sawano / 歌 - Aimer

### 劇中楽曲
挿入歌
「A LETTER」（episode 1・episode 3）※インストを使用
作詞 - mpi / 作曲・編曲 - 澤野弘之 / 歌 - Cyua
「LICHT MEER」（episode 2）
作詞 - Rie / 作曲・編曲 - 澤野弘之 / 歌 - 井上優弥子、河合夕子
「EGO」（episode 3）
作詞 - mpi / 作曲・編曲 - 澤野弘之 / 歌 - 小林未郁
「REMIND YOU」
作詞 - mpi / 作曲・編曲 - 澤野弘之 / 歌 - 小林未郁
「Sternengesang」
作詞 - Rie / 作曲・編曲 - 澤野弘之 / 歌 - Cyua
挿入曲
「8thMob. :BEGINNING <ORCH-VER>」（episode 7）
作曲 - 井上大輔 / 編曲 - 澤野弘之
「9thMob. :流星のナミダ <ORCH-VER>」（episode 7）
作曲 - 中山豪次郎 / 編曲 - 澤野弘之

### 各章リスト
| 巻数      | サブタイトル     | コンテ                     | 演出                       | 総作画監督                     | 作画監督 | メカ作画監督                                   | 公開日         | 発売日         |
| --------- | ---------------- | -------------------------- | -------------------------- | ------------------------------ | --- | ---------------------------------------------- | -------------- | -------------- |
| episode 1 | ユニコーンの日   | 古橋一浩                   | 古橋一浩 佐藤照雄          | 高橋久美子 玄馬宣彦            | 千羽由利子、中田栄治 藤澤俊幸、茂木信二郎 さとうけいいち、羽山賢二 小曽根正美、柴田淳 城前龍治、安藤義信 西岡忍、鈴木勤 SNIPES、小林理 児山昌弘、濱田邦彦 石田可奈、伊東伸高 森寛之、原田大基 大塚健、橋本誠一 | -                                              | 2010年 2月20日 | 2010年 3月12日 |
| episode 2 | 赤い彗星         | 村田和也 古橋一浩          | 村田和也                   | 高橋久美子 玄馬宣彦            | 千羽由利子、中田栄治 石田可奈、坂本修司 奥田淳、藤澤俊幸 茂木信二郎、濱田邦彦 仲盛文、森寛之 森賢、山門郁夫 佐村義一、森田岳士 丹澤学、小林理 山本直子、小磯沙矢香 宮本崇、大竹守                              | -                                              | 10月30日       | 11月12日       |
| episode 3 | ラプラスの亡霊   | 古橋一浩 村田和也 玄馬宣彦 | 佐藤照雄 遠藤広隆          | 高橋久美子 玄馬宣彦            | 菱沼義仁、茂木信二郎 小林理、藤澤俊幸 堀内博之 | 仲盛文、進藤ケンイチ 中谷誠一、金世俊          | 2011年 3月5日  | 2011年 4月7日  |
| episode 4 | 重力の井戸の底で | 古橋一浩 玄馬宣彦          | 菱田正和 綿田慎也 京極尚彦 | 高橋久美子 玄馬宣彦            | 茂木信二郎、堀内博之 濱田邦彦、藤澤俊幸 | 中谷誠一、仲盛文 城前龍治、津野田勝敏          | 11月12日       | 12月2日        |
| episode 5 | 黒いユニコーン   | 村瀬修功 古橋一浩          | 佐藤照雄                   | 高橋久美子 玄馬宣彦 茂木信二郎 | 赤堀重雄、堀内博之 辻繁人、柴田淳 飯島弘也、富岡隆司 藤澤俊幸、杉本幸子 | 中谷誠一、仲盛文 城前龍治、津野田勝敏          | 2012年 5月19日 | 2012年 6月8日  |
| episode 6 | 宇宙と地球と     | 松尾衡 古橋一浩            | 初見浩一                   | 高橋久美子 玄馬宣彦            | 高橋久美子、寺岡巌 柴田淳、茂木信二郎 濱田邦彦 | 玄馬宣彦、中谷誠一 仲盛文、城前龍治            | 2013年 3月2日  | 2013年 3月22日 |
| episode 7 | 虹の彼方に       | 古橋一浩 村瀬修功 玄馬宣彦 | 佐藤照雄 初見浩一          | 高橋久美子 玄馬宣彦            | 恩田尚之、寺岡巌 菱沼義仁、茂木信二郎 柴田淳 | 中谷誠一、仲盛文 高谷浩利、津野田勝敏 城前龍治 | 2014年 5月17日 | 2014年 6月6日  |

イベント上映
備考欄の数字は、その数字のepisodeのみ上映。空欄は全episode上映。
| 都道府県 | 上映館                           | 備考     |
| -------- | -------------------------------- | -------- |
| 東京都   | 丸の内ピカデリー                 | 7        |
| 東京都   | 新宿ピカデリー                   |          |
| 東京都   | TOHOシネマズ六本木ヒルズ         |          |
| 東京都   | シネマサンシャイン池袋           | 6・7     |
| 東京都   | MOVIX昭島                        | 7        |
| 神奈川県 | 横浜ブルク13                     | 2 - 7    |
| 神奈川県 | 川崎チネチッタ                   | 6・7     |
| 神奈川県 | TOHOシネマズ海老名               | 7        |
| 神奈川県 | MOVIX橋本                        | 7        |
| 千葉県   | シネプレックス幕張               |          |
| 千葉県   | 京成ローザ10                     | 6・7     |
| 千葉県   | MOVIX柏の葉                      | 7        |
| 埼玉県   | MOVIXさいたま                    |          |
| 埼玉県   | MOVIX川口                        | 7        |
| 茨城県   | MOVIXつくば                      | 7        |
| 栃木県   | MOVIX宇都宮                      | 4 - 7    |
| 群馬県   | MOVIX伊勢崎                      | 7        |
| 新潟県   | イオンシネマ新潟南               | 7        |
| 静岡県   | MOVIX清水                        | 7        |
| 宮城県   | MOVIX仙台                        | 7        |
| 北海道   | 札幌シネマフロンティア           | 1・3 - 7 |
| 愛知県   | ミッドランドスクエア シネマ      |          |
| 愛知県   | MOVIX三好                        | 7        |
| 富山県   | TOHOシネマズファボーレ富山       | 7        |
| 大阪府   | 大阪ステーションシティシネマ     | 4 - 7    |
| 大阪府   | なんばパークスシネマ             |          |
| 大阪府   | MOVIX八尾                        | 7        |
| 京都府   | MOVIX京都                        | 2 - 7    |
| 兵庫県   | 神戸国際松竹                     | 6・7     |
| 岡山県   | MOVIX倉敷                        | 7        |
| 広島県   | 広島バルト11                     | 7        |
| 愛媛県   | シネマサンシャインエミフルMASAKI | 7        |
| 福岡県   | 福岡中洲大洋                     | 1・3 - 7 |
| 福岡県   | シネプレックス小倉               | 7        |
| 熊本県   | TOHOシネマズ光の森               | 7        |

### テレビ放送
episode 1は、2010年11月にWOWOW、2011年2月27日にアニマックスにてテレビ放送された。episode 2以降のテレビ放送はアニマックスで最初に行われ（WOWOWでもその後に放送）、BS11でもepisode 1・2が無料放送されている。
地上波では、最終章となるepisode 7公開時の2014年5〜6月に、ガンダムシリーズ作品の制作を経験しているテレビ東京・メ〜テレ・MBSの3局で「地上波初！『機動戦士ガンダムUC』完結記念 3週連続スペシャル」と題してepisode 1〜6を集中放送。
| 放送地域   | 放送局     | 放送日        | 放送日時                     | 放送系列       | 放送話               |
| ---------- | ---------- | ------------- | ---------------------------- | -------------- | -------------------- |
| 関東広域圏 | テレビ東京 | 2014年5月12日 | 月曜 2:41 - 4:46（日曜深夜） | テレビ東京系列 | episode 1・episode 2 |
| 関東広域圏 | テレビ東京 | 2014年5月19日 | 月曜 2:41 - 4:48（日曜深夜） | テレビ東京系列 | episode 3・episode 4 |
| 関東広域圏 | テレビ東京 | 2014年5月26日 | 月曜 2:41 - 4:42（日曜深夜） | テレビ東京系列 | episode 5・episode 6 |
| 中京広域圏 | メ〜テレ   | 2014年5月20日 | 火曜 1:59 - 4:21（月曜深夜） | テレビ朝日系列 | episode 1・episode 2 |
| 中京広域圏 | メ〜テレ   | 2014年5月24日 | 土曜 1:44 - 4:01（金曜深夜） | テレビ朝日系列 | episode 3・episode 4 |
| 中京広域圏 | メ〜テレ   | 2014年6月7日  | 土曜 1:44 - 3:55（金曜深夜） | テレビ朝日系列 | episode 5・episode 6 |
| 近畿広域圏 | 毎日放送   | 2014年6月2日  | 月曜 1:20 - 3:36（日曜深夜） | TBS系列        | episode 1・episode 2 |
| 近畿広域圏 | 毎日放送   | 2014年6月9日  | 月曜 1:20 - 3:39（日曜深夜） | TBS系列        | episode 3・episode 4 |
| 近畿広域圏 | 毎日放送   | 2014年6月16日 | 月曜 1:40 - 3:49（日曜深夜） | TBS系列        | episode 5・episode 6 |

### BD / DVD
ガンダムシリーズのBlu-ray Disc（BD）ソフトとしては、初めて「ドルビーTrueHD」5.1チャンネルサラウンドのフォーマットを採用した作品である。またキュー・テック初のBD-Live対応作品であり、特別コンテンツ視聴が可能となっている。
| 巻 収録話 | 発売日         | 規格品番  | 規格品番  | 規格品番  |
| 巻 収録話 | 発売日         | BD通常版  | BD限定版  | DVD       |
| --------- | -------------- | --------- | --------- | --------- |
| episode 1 | 2010年3月12日  | BCXA-0223 | -         | BCBA-3772 |
| episode 2 | 2010年11月12日 | BCXA-0224 | -         | BCBA-3773 |
| episode 3 | 2011年4月7日   | BCXA-0225 | -         | BCBA-3774 |
| episode 4 | 2011年12月2日  | BCXA-0226 | -         | BCBA-3775 |
| episode 5 | 2012年6月8日   | BCXA-0227 | -         | BCBA-3776 |
| episode 6 | 2013年3月22日  | BCXA-0228 | BCXA-0689 | BCBA-3777 |
| episode 7 | 2014年6月6日   | BCXA-0827 | BCXA-0828 | BCBA-4595 |

### 映像特典
BD-Live機能により各巻で配信される映像特典。視聴にはインターネットに繋ぐことが出来るBDプレイヤーが必要。ダウンロード済みのコンテンツは配信終了となった後でもデータ削除しない限りは視聴可能。

## テレビシリーズ
2016年4月3日から9月11日まで、タイトルを『機動戦士ガンダムユニコーン RE:0096』（RE:0096はリ:ダブルオーナインティシックスと読む）と題して、メ〜テレ・テレビ朝日系列、サンライズ・メ〜テレ制作で、毎週日曜7:00 - 7:30（JST）の地上波全国ネットのテレビシリーズアニメとして、2クール・全22話が放送された。宇宙世紀が舞台のガンダム作品がテレビシリーズとして全国ネット放送されるのは『機動戦士Vガンダム』以来約22年ぶり、テレビ朝日系列におけるガンダムシリーズの放送は『機動新世紀ガンダムX』以来約20年ぶり、そしてメ〜テレ制作によるガンダムシリーズとしては『機動戦士ガンダムΖΖ』以来30年ぶりになる。
キャッチコピーは「君の中の可能性が、目を覚ます」。
放送内容は、オリジナルビデオアニメ（OVA）版の既存映像をテレビ放映用のフォーマットに再編集したものとなる。また、池田秀一がナレーションを務める次回予告と第2話以降のアバンタイトルのパートと、新規映像を含めたオープニングとエンディングのパートが追加され、2クール分のテレビシリーズアニメとして再構成された。OVA版からテレビフォーマットへの分割に当たり、各話のタイトルは福井により改めて考案されている。基本的に、本編に関してはOVA版からの変更はないが、作画や演出が修正されているカットが一部ある。
本放送の際には字幕放送を実施しており、主人公のバナージは黄色、ヒロインのオードリー（ミネバ）は水色、その他の人物は白色で表示された。またテレビ朝日系列のアニメ・特撮番組の通例として、同放送局の他のアニメ・特撮番組へのブリッジ予告用のナレーションが池田秀一によって新規に収録された他、データ放送に対応し、当選した視聴者には「ラプラスの箱」と称した関連グッズの詰め合わせセットなどがプレゼントされるキャンペーンも実施された。
オープニング曲とエンディング曲は、OVA版でも音楽を手掛けた作曲家の澤野弘之によるボーカルプロジェクト「SawanoHiroyuki[nZk]」が担当する。テレビシリーズの表題曲として書き下ろされたオープニングテーマ「Into the Sky」のボーカルは、2015年に実施されたオーディションで選出されたTielleが務める。2つのエンディングテーマのボーカルは、1stエンディングテーマ「Next 2 U -eUC-」をシンガーソングライターのななみ（本曲では「naNami」名義）が、2ndエンディングテーマ「bL∞dy f8 -eUC-」をOVA版にも参加していたAimerが務める。オープニング・エンディングパートの映像は、第18話の特殊オープニングと第22話の特殊エンディング含め旭プロダクションが制作に協力している。また、このオープニング・エンディングパートのためにユニコーンガンダムの新規マーキングがカトキハジメによりデザインされ、この新規マーキングのデカールシールを同梱したプラモデル「HGUC 1/144 フルアーマー・ユニコーンガンダム（デストロイモード / レッドカラーVer.）」がテレビシリーズ化を記念して発売された。
メ〜テレのコンテンツ局長である福嶋更一郎によると、OVA版のepisode 1が完成した時点で「テレビ放送するなら、ぜひメ〜テレ発局で」と制作側にオファーを送っており、そのepisode 1完成披露試写会で福井と対面し、福井からも「子供たちにも見てもらいたいので、テレビ放送をぜひ実現させてほしい」と語られたと言う。また、放送局の役割は通常のテレビシリーズアニメの制作進行と特に変わった所はないと語っている。テレビ放送に当たっては「毎週、初見の視聴者が存在する可能性を考えて、構成を工夫してほしい」との要望や、テレビシリーズオリジナルのオープニング・エンディングパートの追加を提案している。
元々、海外での展開に備えて、OVAシリーズをテレビフォーマットに再構成する案自体は存在しており、当初はOVAシリーズの全7章に、最終章のプロローグと宇宙世紀シリーズの過去作のダイジェストを兼ねた『episode EX「百年の孤独」』を含めて、全24話での構成を予定していた。後に、実際に国内でのテレビシリーズ化が決定した放送時間枠が、放送期間中に全米オープンゴルフ中継で2回の休止を挟むことが判明したため、本編全7章のみを用いた全22話に改められた。

### 主題歌（テレビシリーズ）
オープニングテーマ
「Into the Sky」（第1話 - 第17話、第19話 - 第22話）
作詞 - Benjamin & mpi / 作曲・編曲 - 澤野弘之 / 歌 - SawanoHiroyuki[nZk]:Tielle
「RE:I AM」（第18話）
作詞・作曲・編曲 - Hiroyuki Sawano / 歌 - Aimer
エンディングテーマ
「Next 2 U -eUC-」（第1話 - 第8話、第10話 - 第12話）
作詞 - 澤野弘之、cAnON. / 作曲・編曲 - 澤野弘之 / 歌 - SawanoHiroyuki[nZk]:naNami
「merry-go-round」（第9話）
作詞 - 堂珍嘉邦、川畑要 / 作曲・編曲 - UTA / 歌 - CHEMISTRY
「bL∞dy f8 -eUC-」（第13話 - 第21話）
作詞 - cAnON. / 作曲・編曲 - 澤野弘之 / 歌 - SawanoHiroyuki[nZk]:Aimer
「StarRingChild」（第22話）
作詞・作曲・編曲 - Hiroyuki Sawano / 歌 - Aimer

### 劇中楽曲（テレビシリーズ）
挿入歌
「A LETTER」（第2話、第7話）※インストを使用
作詞 - mpi / 作曲・編曲 - 澤野弘之 / 歌 - Cyua
「LICHT MEER」（第6話）
作詞 - Rie / 作曲・編曲 - 澤野弘之 / 歌 - 井上優弥子、河合夕子
「EGO」（第8話）
作詞 - mpi / 作曲・編曲 - 澤野弘之 / 歌 - 小林未郁
挿入曲
「8thMob. :BEGINNING <ORCH-VER>」（第21話）
作曲 - 井上大輔 / 編曲 - 澤野弘之
「9thMob. :流星のナミダ <ORCH-VER>」（第22話）
作曲 - 中山豪次郎 / 編曲 - 澤野弘之

### 各話リスト
| 話数   | サブタイトル             | 絵コンテ                   | 演出                       | 総作画監督                     | 作画監督                                                            | 作画監督                                     | 放送日        | OVA版該当章  |
| 話数   | サブタイトル             | 絵コンテ                   | 演出                       | 総作画監督                     | キャラクター                                                        | メカ                                         | 放送日        | OVA版該当章  |
| ------ | ------------------------ | -------------------------- | -------------------------- | ------------------------------ | ------------------------------------------------------------------- | -------------------------------------------- | ------------- | ------------ |
| 第1話  | 96年目の出発             | 古橋一浩                   | 古橋一浩 佐藤照雄          | 高橋久美子 玄馬宣彦            | 高橋久美子                                                          | 玄馬宣彦                                     | 2016年 4月3日 | episode 1    |
| 第2話  | 最初の血                 | 古橋一浩                   | 古橋一浩 佐藤照雄          | 高橋久美子 玄馬宣彦            | 高橋久美子                                                          | 玄馬宣彦                                     | 4月10日       | episode 1    |
| 第3話  | それはガンダムと呼ばれた | 古橋一浩                   | 古橋一浩 佐藤照雄          | 高橋久美子 玄馬宣彦            | 高橋久美子                                                          | 玄馬宣彦                                     | 4月17日       | episode 1〜2 |
| 第4話  | フル・フロンタル追撃     | 村田和也 古橋一浩          | 村田和也                   | 高橋久美子 玄馬宣彦            | 千羽由利子                                                          | 中田栄治                                     | 4月24日       | episode 2    |
| 第5話  | 激突・赤い彗星           | 村田和也 古橋一浩          | 村田和也                   | 高橋久美子 玄馬宣彦            | 千羽由利子                                                          | 中田栄治                                     | 5月1日        | episode 2    |
| 第6話  | その仮面の下に           | 村田和也 古橋一浩          | 村田和也                   | 高橋久美子 玄馬宣彦            | 千羽由利子                                                          | 中田栄治                                     | 5月8日        | episode 2〜3 |
| 第7話  | パラオ攻略戦             | 古橋一浩 村田和也 玄馬宣彦 | 佐藤照雄 遠藤広隆          | 高橋久美子 玄馬宣彦            | 菱沼義仁 茂木信二郎 小林理 藤澤俊幸 堀内博之                        | 仲盛文 高瀬健一 中谷誠一 金世俊              | 5月15日       | episode 3    |
| 第8話  | ラプラス、始まりの地     | 古橋一浩 村田和也 玄馬宣彦 | 佐藤照雄 遠藤広隆          | 高橋久美子 玄馬宣彦            | 菱沼義仁 茂木信二郎 小林理 藤澤俊幸 堀内博之                        | 仲盛文 高瀬健一 中谷誠一 金世俊              | 5月22日       | episode 3    |
| 第9話  | リトリビューション       | 古橋一浩 村田和也 玄馬宣彦 | 佐藤照雄 遠藤広隆          | 高橋久美子 玄馬宣彦            | 菱沼義仁 茂木信二郎 小林理 藤澤俊幸 堀内博之                        | 仲盛文 高瀬健一 中谷誠一 金世俊              | 5月29日       | episode 3    |
| 第10話 | 灼熱の大地から           | 古橋一浩 玄馬宣彦          | 菱田正和 綿田慎也 京極尚彦 | 高橋久美子 玄馬宣彦            | 茂木信二郎 堀内博之 濱田邦彦 藤澤俊幸                               | 中谷誠一 仲盛文 城前龍治 津野田勝敏          | 6月5日        | episode 4    |
| 第11話 | トリントン攻防           | 古橋一浩 玄馬宣彦          | 菱田正和 綿田慎也 京極尚彦 | 高橋久美子 玄馬宣彦            | 茂木信二郎 堀内博之 濱田邦彦 藤澤俊幸                               | 中谷誠一 仲盛文 城前龍治 津野田勝敏          | 6月12日       | episode 4    |
| 第12話 | 個人の戦争               | 古橋一浩 玄馬宣彦          | 菱田正和 綿田慎也 京極尚彦 | 高橋久美子 玄馬宣彦            | 茂木信二郎 堀内博之 濱田邦彦 藤澤俊幸                               | 中谷誠一 仲盛文 城前龍治 津野田勝敏          | 6月26日       | episode 4    |
| 第13話 | 戦士、バナージ・リンクス | 村瀬修功 古橋一浩          | 佐藤照雄                   | 高橋久美子 玄馬宣彦 茂木信二郎 | 赤堀重雄 堀内博之 辻繁人 柴田淳 飯島弘也 富岡隆司 藤澤俊幸 杉本幸子 | 中谷誠一 仲盛文 城前龍治 津野田勝敏          | 7月3日        | episode 5    |
| 第14話 | 死闘、二機のユニコーン   | 村瀬修功 古橋一浩          | 佐藤照雄                   | 高橋久美子 玄馬宣彦 茂木信二郎 | 赤堀重雄 堀内博之 辻繁人 柴田淳 飯島弘也 富岡隆司 藤澤俊幸 杉本幸子 | 中谷誠一 仲盛文 城前龍治 津野田勝敏          | 7月17日       | episode 5    |
| 第15話 | 宇宙で待つもの           | 村瀬修功 古橋一浩          | 佐藤照雄                   | 高橋久美子 玄馬宣彦 茂木信二郎 | 赤堀重雄 堀内博之 辻繁人 柴田淳 飯島弘也 富岡隆司 藤澤俊幸 杉本幸子 | 中谷誠一 仲盛文 城前龍治 津野田勝敏          | 7月24日       | episode 5〜6 |
| 第16話 | サイド共栄圏             | 松尾衡 古橋一浩            | 初見浩一                   | 高橋久美子 玄馬宣彦            | 高橋久美子 寺岡巌 柴田淳 茂木信二郎 濱田邦彦                        | 玄馬宣彦 中谷誠一 仲盛文 城前龍治            | 7月31日       | episode 6    |
| 第17話 | 奪還! ネェル・アーガマ   | 松尾衡 古橋一浩            | 初見浩一                   | 高橋久美子 玄馬宣彦            | 高橋久美子 寺岡巌 柴田淳 茂木信二郎 濱田邦彦                        | 玄馬宣彦 中谷誠一 仲盛文 城前龍治            | 8月7日        | episode 6    |
| 第18話 | 宿命の戦い               | 古橋一浩 村瀬修功 玄馬宣彦 | 佐藤照雄 初見浩一          | 高橋久美子 玄馬宣彦            | 恩田尚之 寺岡巌 菱沼義仁 茂木信二郎 柴田淳                          | 中谷誠一 仲盛文 高谷浩利 津野田勝敏 城前龍治 | 8月14日       | episode 6〜7 |
| 第19話 | 再び光る宇宙             | 古橋一浩 村瀬修功 玄馬宣彦 | 佐藤照雄 初見浩一          | 高橋久美子 玄馬宣彦            | 恩田尚之 寺岡巌 菱沼義仁 茂木信二郎 柴田淳                          | 中谷誠一 仲盛文 高谷浩利 津野田勝敏 城前龍治 | 8月21日       | episode 7    |
| 第20話 | ラプラスの箱             | 古橋一浩 村瀬修功 玄馬宣彦 | 佐藤照雄 初見浩一          | 高橋久美子 玄馬宣彦            | 恩田尚之 寺岡巌 菱沼義仁 茂木信二郎 柴田淳                          | 中谷誠一 仲盛文 高谷浩利 津野田勝敏 城前龍治 | 8月28日       | episode 7    |
| 第21話 | この世の果てへ           | 古橋一浩 村瀬修功 玄馬宣彦 | 佐藤照雄 初見浩一          | 高橋久美子 玄馬宣彦            | 恩田尚之 寺岡巌 菱沼義仁 茂木信二郎 柴田淳                          | 中谷誠一 仲盛文 高谷浩利 津野田勝敏 城前龍治 | 9月4日        | episode 7    |
| 第22話 | 帰還                     | 古橋一浩 村瀬修功 玄馬宣彦 | 佐藤照雄 初見浩一          | 高橋久美子 玄馬宣彦            | 恩田尚之 寺岡巌 菱沼義仁 茂木信二郎 柴田淳                          | 中谷誠一 仲盛文 高谷浩利 津野田勝敏 城前龍治 | 9月11日       | episode 7    |

- 2016年6月19日は「第116回全米オープンゴルフ第3日目」中継のため休止。
- 2016年7月10日は「第71回全米女子オープンゴルフ第3日目」中継のため休止。

### 放送
番組開始となる第1〜3話、第2クール目の開始となる第13〜15話、最終話の第22話では本放送時限定で副音声放送を実施。MCは濱口優（よゐこ）。出演は、福井晴敏（著者）、小形尚弘（プロデューサー）、浪川大輔（リディ・マーセナス役）。第22話では浪川に代わって内山昂輝（バナージ・リンクス役）が参加した。
| 放送期間               | 放送時間         | 放送局                                   | 対象地域 | 備考                      |
| ---------------------- | ---------------- | ---------------------------------------- | -------- | ------------------------- |
| 2016年4月3日 - 9月11日 | 日曜 7:00 - 7:30 | メ〜テレ（製作局）ほかテレビ朝日系列24局 | 日本国内 | 字幕放送 / 連動データ放送 |

### タイアップ（テレビシリーズ）
2016年6月17日に、同年7月9日公開のアメリカ映画『インデペンデンス・デイ: リサージェンス』とのコラボレーションポスターが制作され、福井もコメントを寄せている。また、バナージとフロンタルがワイプなどで登場し、映画の内容に対してのコメントを述べるコマーシャルも放映された。
| メ〜テレ制作・テレビ朝日系列 日曜7:00 - 7:30      | メ〜テレ制作・テレビ朝日系列 日曜7:00 - 7:30                  | メ〜テレ制作・テレビ朝日系列 日曜7:00 - 7:30 |
| 前番組                                            | 番組名                                                        | 次番組                                       |
| ------------------------------------------------- | ------------------------------------------------------------- | -------------------------------------------- |
| ブレイブビーツ （2015年10月11日 - 2016年3月27日） | 機動戦士ガンダムユニコーン RE:0096 （2016年4月3日 - 9月11日） | ヘボット! （2016年9月18日 - 2017年9月24日）  |

## 刊行一覧

### 小説
単行本は角川コミックス・エースより、文庫版は角川文庫および角川スニーカー文庫の2形態で刊行。
2014年4月26日には角川コミックス・エース版の全10巻が電子書籍化され、KADOKAWA系電子書籍ストア・BOOK☆WALKERほかで配信。本編は全10巻で、第11巻は外伝2作品をまとめた短編集となる。
1. ユニコーンの日（上） ISBN 978-4-04-713969-5 （2007年9月26日発行）
  - 角川文庫版 ISBN 978-4-04-394335-7 （2010年1月23日発行）
  - 角川スニーカー文庫版 ISBN 978-4-04-474805-0 （2010年2月1日発行）
2. ユニコーンの日（下） ISBN 978-4-04-713970-1 （2007年9月26日発行）
  - 角川文庫版 ISBN 978-4-04-394336-4 （2010年1月23日発行）
  - 角川スニーカー文庫版 ISBN 978-4-04-474806-7 （2010年2月1日発行）
3. 赤い彗星 ISBN 978-4-04-715003-4 （2007年12月26日発行）
  - 角川文庫版 ISBN 978-4-04-394348-7 （2010年3月25日発行）
  - 角川スニーカー文庫版 ISBN 978-4-04-474807-4 （2010年4月1日発行）
4. パラオ攻略戦 ISBN 978-4-04-715060-7 （2008年4月26日発行）
  - 特装版[注 30] ISBN 978-4-04-715018-8 （2008年4月26日発行）
  - 角川文庫版 ISBN 978-4-04-394360-9 （2010年5月25日発行）
  - 角川スニーカー文庫版 ISBN 978-4-04-474808-1 （2010年6月1日発行）
5. ラプラスの亡霊 ISBN 978-4-04-715084-3 （2008年7月26日発行）
  - 角川文庫版 ISBN 978-4-04-394365-4 （2010年7月24日発行）
  - 角川スニーカー文庫版 ISBN 978-4-04-474818-0 （2010年7月31日発行）
6. 重力の井戸の底で ISBN 978-4-04-715112-3 （2008年10月25日発行）
  - 角川文庫版 ISBN 978-4-04-394377-7 （2010年9月25日発行）
  - 角川スニーカー文庫版 ISBN 978-4-04-474821-0 （2010年10月1日発行）
7. 黒いユニコーン ISBN 978-4-04-715143-7 （2008年12月24日発行）
  - 角川文庫版 ISBN 978-4-04-394390-6 （2010年11月25日発行）
  - 角川スニーカー文庫版 ISBN 978-4-04-474827-2 （2010年12月1日発行）
8. 宇宙と惑星と ISBN 978-4-04-715229-8 （2009年4月25日発行）
  - 特装版[注 31] ISBN 978-4-04-715197-0 （2009年4月15日発行）
  - 角川文庫版 ISBN 978-4-04-394408-8 （2011年1月25日発行）
  - 角川スニーカー文庫版 ISBN 978-4-04-474830-2 （2011年2月1日発行）
9. 虹の彼方に（上） ISBN 978-4-04-715286-1 （2009年8月26日発行）
  - 角川文庫版 ISBN 978-4-04-394419-4 （2011年3月25日発行）
  - 角川スニーカー文庫版 ISBN 978-4-04-474836-4 （2011年4月1日発行）
10. 虹の彼方に（下） ISBN 978-4-04-715287-8 （2009年8月26日発行）
  - 角川文庫版 ISBN 978-4-04-394437-8 （2011年5月25日発行）
  - 角川スニーカー文庫版 ISBN 978-4-04-474842-5 （2011年6月1日発行）
11. 不死鳥狩り ISBN 978-4-04-103921-2 （2016年3月26日発行）

### 漫画（コミカライズ）
機動戦士ガンダムUC バンデシネ
ストーリー：福井晴敏、コミカライズ：大森倖三。おもに小説版のストーリーに準じているが、独自の展開や、アームド・アーマーDEなどアニメ版に先駆けて登場したものもある。
1. ISBN 978-4-04-715491-9 （2010年7月26日発行）
2. ISBN 978-4-04-715567-1 （2010年11月26日発行）
3. ISBN 978-4-04-715665-4 （2011年3月26日発行）
4. ISBN 978-4-04-120020-9 （2011年11月26日発行）
5. ISBN 978-4-04-120212-8 （2012年3月10日発行）
6. ISBN 978-4-04-120287-6 （2012年6月23日発行）
7. ISBN 978-4-04-120532-7 （2012年11月21日発行）
8. 通常版 ISBN 978-4-04-120642-3 （2013年3月26日発行）
  - 特装版 ISBN 978-4-04-120662-1 （2013年3月1日発行）

9. ISBN 978-4-04-120844-1 （2013年9月26日発行）
10. ISBN 978-4-04-121036-9 （2014年1月25日発行）
11. ISBN 978-4-04-121120-5 （2014年6月10日発行）
12. 通常版 ISBN 978-4-04-102462-1 （2014年12月26日発行）
  - 特装版 ISBN 978-4-04-101933-7 （2014年12月10日発行）

13. ISBN 978-4-04-103079-0 （2015年5月26日発行）
14. ISBN 978-4-04-103778-2 （2015年12月26日発行）
  - 特装版 ISBN 978-4-04-103103-2 （2015年12月10日発行）

15. ISBN 978-4-04-104149-9 （2016年4月26日発行）
16. ISBN 978-4-04-104875-7 （2016年10月26日発行）
17. ISBN 978-4-04-105218-1 （2017年2月25日発行）

机动战士敢达UC（中国版）
広州天聞角川動漫が中国で発行していた『天漫』に2011年9月号から2013年7月号まで連載された。『ガンダムユニコーンエース』にも掲載。中国の漫画プロダクションである颜开文化が担当しており、監修は颜开、作画は陈晖。単行本は湖南美术出版社から発売。
1. ISBN 978-7-5356-5550-9 （2012年9月5日発行）
2. ISBN 978-7-5356-6358-0 （2013年8月5日発行）

### 漫画（外伝・パロディ）
機動戦士ガンダムUC テスタメント
漫画：虎哉孝征、ストーリー：福井晴敏。ストーリー性を持ったMS紹介漫画。
1. ISBN 978-4-04-120211-1 （2012年3月10日発行）
2. ISBN 978-4-04-104547-3 （2016年7月26日発行）

機動戦士ガンダムUC 星月の欠片
漫画：森田崇、構成・設定：関西リョウジ。本編に登場した地球連邦軍側の機体やパイロットについてのサイド・ストーリーを、テレビ番組の舞台裏という形で解説する。
1. ISBN 978-4-04-120131-2 （2012年5月26日発行）
2. ISBN 978-4-04-101681-7 （2014年6月10日発行）

機動戦士ガンダムUC 『袖付き』の機付長は詩詠う
漫画：白石琴似、構成・設定：関西リョウジ。本編に登場した「袖付き」およびジオン残党軍側の機体やパイロットについて、機付長（機体専任整備士）の視点から追ったサイド・ストーリー。
1. ISBN 978-4-04-120130-5 （2012年5月26日発行）
2. ISBN 978-4-04-121119-9 （2014年5月26日発行）

機動戦士ガンダムUC MSV 楔
漫画：本橋雄一、シナリオ：関西リョウジ。「UC-MSV」に分類されるMSに焦点を当てた短編集。

機動戦士ガンダムUC 虹にのれなかった男
シナリオ：福井晴敏、コミカライズ：葛木ヒヨン。ブライト・ノアの視点で『ファースト』から『逆襲のシャア』までのストーリーを追う作品で、『UC』の前日譚にも当たる。単行本背表紙や奥付にはないが、表紙には『Bright Noah Story』の副題が記されている。ストーリーはブライト・ノアを参照。
- ISBN 978-4-04-120845-8 （2013年9月26日発行）

機動戦士ガンダム U.C.0094 アクロス・ザ・スカイ
漫画：葛木ヒヨン、シナリオ：関西リョウジ。『逆襲のシャア』と『UC』の間を描くオリジナル・ストーリー。

機動戦士ガンダム U.C.0096 ラスト・サン
漫画：葛木ヒヨン、シナリオ：関西リョウジ。『アクロス・ザ・スカイ』の続編に当たり、キャラクターも再登場している。

機動戦士ガンダムUC4コマ
谷和也によるUCアニメ版をパロディ化した4コマ漫画。ガンダムエース連載の『機動戦士ガンダム ハイブリッド4コマ大戦線』の派生作。
1. ももいろNT-D発動編 ISBN 978-4-04-121094-9 （2014年4月24日発行）
2. 黒いライオン大暴走編 ISBN 978-4-04-121095-6 （2014年4月24日発行）
3. 赤いアイツとドッキング編 ISBN 978-4-04-121121-2 （2014年5月22日発行）

ガンダムユニコーンエース 逆襲のフル・フロンタル
『ガンダムユニコーンエース』掲載作のうち単行本化されなかった作品をまとめたアンソロジーコミック。
- ISBN 978-4-0410-1753-1 （2014年6月2日発行）

## 中編小説
コンピューターゲームと設定資料集の付属品として、福井晴敏による中編小説『戦後の戦争』と『不死鳥狩り』の2作品が書き下ろされた。2016年3月23日には、本2作品からなる短編集の第11巻「不死鳥狩り」が出版された。

### 戦後の戦争
2012年3月8日発売のコンピューターゲーム『機動戦士ガンダムUC』特装版に付属した中編小説。
ゲームでは、ダウンロードコンテンツ「episode 0：戦後の戦争」にて描かれた。小説版では地球連邦情報士官ロッシオ・メッチの視点から、ゲームではフロンタルとアンジェロの視点から描かれた。のちに大森倖三によるコミカライズ『機動戦士ガンダムUC バンデシネ Episode:0』が出版された。
フル・フロンタルが「赤い彗星の再来」と渾名される所以のひとつとなる「袖付き」のフラッグシップ機シナンジュ。この機体は「袖付き」に強奪・改修される以前は、連邦軍が推し進める「UC計画」により開発された機体であった。“強奪に見せかけた譲渡”という裏取引のいわゆる出来レースであるが、これまで世界の均衡を維持するための“歯車”として生きてきたひとりの男が、その取引を阻止しようと予期せぬ事態を引き起こす。『UC』本編においても言及があった「シナンジュ強奪事件」の真相が描かれる。
- 機動戦士ガンダムUC バンデシネ Episode:0

1. ISBN 978-4-04-106829-8 （2018年5月25日発行）
2. ISBN 978-4-04-107594-4 （2018年11月26日発行）
3. ISBN 978-4-04-107595-1 （2018年11月26日発行）

### 不死鳥狩り
設定資料集『機動戦士ガンダムUC GREAT WORKS BOX III episode 7』に同梱された書き下ろしの中編小説。
2018年のアニメーション映画『機動戦士ガンダムNT』は、本作の設定を変更してストーリーを再構成したものがモチーフになっており、「戦後の戦争」に登場したシナンジュ・スタインも登場する。
アニメ版に登場するネオ・ジオングは、OVA版オリジナルのサプライズ機体として初登場したため、小説版の最終決戦には登場しなかったが、本作品にて『UC』小説版の世界観でも「存在していたが、フロンタルの下に届かなかった」という設定が追加されることとなった。またイベント上映作品『機動戦士ガンダムUC One of Seventy Two』などに登場した、ユニコーンガンダム3号機「フェネクス」の小説版の世界観における処遇も明かされる。
宇宙世紀0096年、ネェル・アーガマと「袖付き」の最終決戦を間近にする頃。連邦軍の少数精鋭部隊「猟人（シェザール）隊」が極秘任務を遂行していた。その目的は約半年ほど前に暴走事故を起こして以来、行方不明となっているユニコーンガンダム3号機「フェネクス」の捕獲。その作戦名は「不死鳥狩り」と呼ばれていた。同作品の主人公ヨナ・バシュタ中尉の視点から『UC』小説版のバナージらの最終決戦の裏側で繰り広げられた、フェネクスとヤクト・ドーガ（『UC』アニメ版にも登場した黄土色の「袖付き」仕様）を臨時のコア・ユニットに代用したネオ・ジオングとの、歴史に埋もれた戦いが明らかになる。

## episode EX
福井晴敏による脚本で、アニメ版『UC』の物語を補完する「episode EX」という括りで2作品が発表されている。

### 百年の孤独
構成・脚本：福井晴敏、上映時間：約25分。
『機動機動戦士ガンダムUC episode 7「虹の彼方に」』の全国劇場公開の際、宇宙世紀ダイジェスト『機動戦士ガンダムUC episode EX「百年の孤独」』として同時上映された。episode 7のプロローグも兼ねた内容となっているため、episode 7の前に上映された。
ラプラス事変の最終決戦直前、故人となったカーディアス・ビストの魂は、まもなく100歳をも越えるその寿命を全うしようとしているサイアム・ビストと共に、バナージらの旅の終着点「インダストリアル7」への到着を待ちながら、宇宙世紀における人類の戦いの歴史に想いを馳せる。
episode 7「虹の彼方に」Blu-ray Disc初回限定版の特典ディスクや、2019年2月26日に発売された「機動戦士ガンダムUC Blu-ray BOX Complete Edition [初回限定生産]」には、劇場公開版よりも長尺となる『機動戦士ガンダムUC episode EX「百年の孤独」〈完全版〉』（上映時間：約46分）が収録されている。

### 獅子の帰還
『機動戦士ガンダムUC episode EX2「獅子の帰還」』は、『機動戦士ガンダムUC』の登場人物であるリディ・マーセナスを主人公に据え、福井晴敏の書き下ろしによりアニメ版『UC』の後日譚を描いた作品。『UC』と同じく福井が脚本を手掛ける映画『機動戦士ガンダムNT』の前日譚にもなっており、2作品を繋ぐ物語となっている。
2019年1月26日に発売された『月刊ガンダムエース』2019年3月号に、先行公開という形で冒頭の内容が掲載され、2019年2月に発売された『機動戦士ガンダムUC Blu-ray BOX Complete Edition［初回限定生産］」の特典として脚本が付属。同年5月に発売された『機動戦士ガンダムNT Blu-ray特装限定版』および『同 Blu-ray豪華版』の特典として、同脚本をもとにしたドラマCDが付属した。脚本には映像に関する指示を含んだ内容となっており、ドラマCDもアニメとして映像化する場合のカット割を想定した収録がされている。
また、玉越博幸によるコミカライズ版が、『月刊ガンダムエース』2019年12月号の予告編を経て、同誌の2020年1月号から7月号にかけて全6話が連載された。全1巻の単行本が2020年7月に角川コミックス・エース（KADOKAWA）より発売された。
- 福井晴敏（ストーリー）、玉越博幸（コミカライズ）ほか 『機動戦士ガンダムUC episode EX2 獅子の帰還』 ISBN 978-4-04-109722-9（2020年7月22日発行）

## イベント上映作品

### 機動戦士ガンダムUC One of Seventy Two
「ガンダムフロント東京」内のドーム型映像施設「DOME-G」で2013年8月3日から上映された、3DCGによる映像作品。同時に同施設で限定販売されたプラモデル『HGUC ユニコーンガンダム3号機 フェネクス（デストロイモード）(Ver.GFT)』には、福井による準備稿および決定稿の脚本を収載した小冊子が付属した。
宇宙世紀0095年12月3日、連邦軍とアナハイム社によるユニコーンガンダム同志の比較評価試験がおこなわれる。連邦軍側は「UC計画」にビスト財団が関わることを良しとしない地球連邦軍参謀の指示で独自に組み上げた3号機フェネクスを、アナハイム社はビスト財団のマーサ・ビスト・カーバインが作り上げた2号機バンシィを出撃させ、「リバウ」を筆頭とした「袖付き」のMS隊を相手に実戦テストを開始。撃墜スコアは同点となり、残るリバウに苦戦するフェネクスに、参謀はリミッターの解除を指示。デストロイモードに変身したフェネクスはバンシィへの危険も構わずリバウを攻撃、さらに母艦のアイリッシュ級戦艦のブリッジを破壊して飛び去る。
追補小説「不死鳥狩り」は本作を踏襲し、このときのフェネクスのパイロットがリタ・ベルナル、母艦の名称が「エシャロット」、連邦軍参謀はラーソン中将であることが語られた。「不死鳥狩り」をベースにした劇場アニメ『機動戦士ガンダムNT』で記録映像として一部がアニメ化され、同コミカライズ版ではリバウが登場しないなど一部設定を変更して全容が漫画化された。
本作品を象徴するMSであるユニコーンガンダム3号機の通称となる「フェネクス」とは「ソロモン72柱の悪魔」の一角を担う悪魔の名称で、同作品のサブタイトルの由来にもなっている。
スタッフ
- 原作 - 矢立肇、富野由悠季
- 監督 - 河田成人
- 脚本 - 福井晴敏

### 機動戦士ガンダムUC ネオ・ジオング、お台場に現る!
2014年8月2日からDOME-Gで上映された、3DCGによる映像作品第2弾。上映時間約5分。
お台場の上空に突如開いた空間ゲートから、シャンブロとネオ・ジオングが出現して戦いを始めてしまう。それを止めようとユニコーンガンダムとバンシィ・ノルンも現れ、戦いは熾烈を極める。
スタッフ
- 監督 - 河田成人
- ストーリーボード - 古橋一浩
- メカデザイナー - カトキハジメ
- CGディレクター - 藤江智洋
- 企画・制作 - サンライズ

### 機動戦士ガンダムUC A Phantom World
2016年3月26日からダイバーシティ東京プラザの建物壁面に大型映像を投影する「WALL-G」で上映された。上映時間約3分。
成層圏から強襲してきたシナンジュ・スタインに対しネェル・アーガマからユニコーンガンダムが発進して応戦。そこへバンシィ・ノルンとフェネクスが援軍に駆けつけ、「UC計画」により誕生したMSが一堂に会しての戦闘が始まり、さらにはネオ・ジオングまでもが登場し3機のユニコーンと対峙する。

### 機動戦士ガンダムUC VR 激突・ダイバ上空
2017年9月24日より「VR ZONE SHINJUKU」にて上映されたVR ZONEアクティビティ第2弾。
お台場の実物大ユニコーンガンダムの手に乗った状態で、シナンジュとの空中戦に巻き込まれる視覚体感型アクティビティ。

### 機動戦士ガンダムUC ペルフェクティビリティ
2018年9月30日よりWALL-Gで上映された。上映時間約4分。
ネェル・アーガマから発進したバナージのユニコーンガンダム ペルフェクティビリティとネオ・ジオングが宇宙で戦いを繰り広げる。

### GUNDAM:BEYOND
2020年3月20日よりWALL-Gで上映。ガンダム40周年のコンセプト「BEYOND」をテーマに、ネオジオングとの戦闘中に、バナージ・リンクスが、Ζ、W、鉄血、00、Gレコ、ORIGIN、∀、と作品の枠を超えて様々な世界を旅する。
タイトルは似てるが『Message from GUNDAM “BEYOND”』とは別映像。

### GUNDAM SCRAMBLE in FUKUOKA
2021年4月24日よりキャナルシティ博多・サンプラザステージで上映。オリジナルカラーの真紅のユニコーンガンダム ペルフェクティビリティ（最終決戦仕様）や青いネオ・ジオングが登場する。来場者参加型でスマートフォンで参加し勝敗が決定する。

## 朗読劇
赤の肖像 〜シャア、そしてフロンタルへ〜
福井晴敏による書き下ろし台本を、シャア・アズナブルを演じる声優の池田秀一が朗読するライブイベント。2010年8月13日から15日まで、東京ドームシティのシアターGロッソにて開催された。
『1st』から『CCA』までに到る、シャア・アズナブルの想いとその心情の変遷を各時代ごとに綴る。終盤では、「アクシズ・ショック」によってサイコフレームの輝きと温もりに触れながら、その意識を霧散させていく。
そして独白はフル・フロンタルのものへと移り、『UC』において彼が仮面を被る覚悟が語られる。